# Berck (Pas-de-Calais)
Pour les articles homonymes, voir Berck.
Berck-sur-Mer redirige ici.
Berck, parfois appelée Berck-sur-Mer, est une commune française située dans le département du Pas-de-Calais, en région Hauts-de-France. Ses habitants sont appelés les Berckois. La commune est membre de la communauté d'agglomération des Deux Baies en Montreuillois.
C'est une station balnéaire du sud de la Côte d'Opale ainsi qu'une ville thérapeutique (elle abrite de nombreux établissements hospitaliers). Avec ses 12 967 habitants (dernier recensement en 2022), il s'agit également de la ville la plus importante à 30 km à la ronde, et de la 11e du département du Pas-de-Calais.
Elle est connue pour sa plage, la plus vaste du secteur (7 km de long et 1,5 km de large à marée basse), et ses rencontres internationales de cerfs-volants qui attirent plus de 500 000 personnes chaque année en avril.

## Géographie

### Localisation
Commune du nord de la France, Berck est une station balnéaire de la Côte d'Opale. Elle marque la limite entre les départements du Pas-de-Calais et de la Somme (et donc jusqu'en 2015, entre les régions Nord-Pas-de-Calais et Picardie). Berck est située sur les rivages de la Manche, au nord de la baie d'Authie, la partie sud de la baie (le Marquenterre) appartenant au département de la Somme.
Elle se situe à 13 km au sud de la station balnéaire du Touquet-Paris-Plage ainsi qu'à environ 35 km de Boulogne-sur-Mer, 40 km d'Abbeville, 75 km d'Amiens et 85 km d'Arras.
Le territoire de la commune est limitrophe de ceux de quatre communes.
Les communes limitrophes sont Merlimont, Rang-du-Fliers, Verton et Groffliers.

Berck est sur la Côte d'Opale.
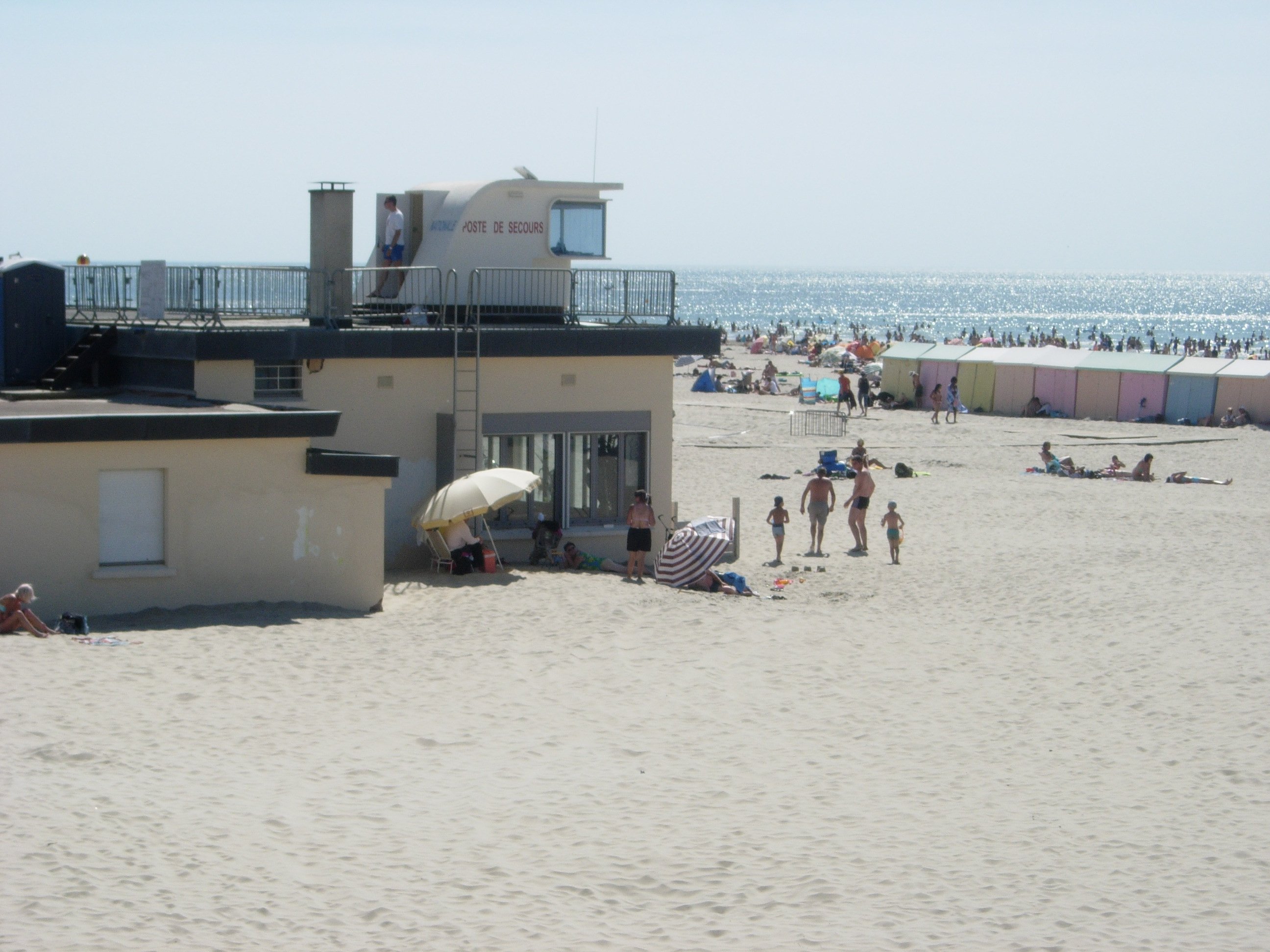
La plage de Berck.
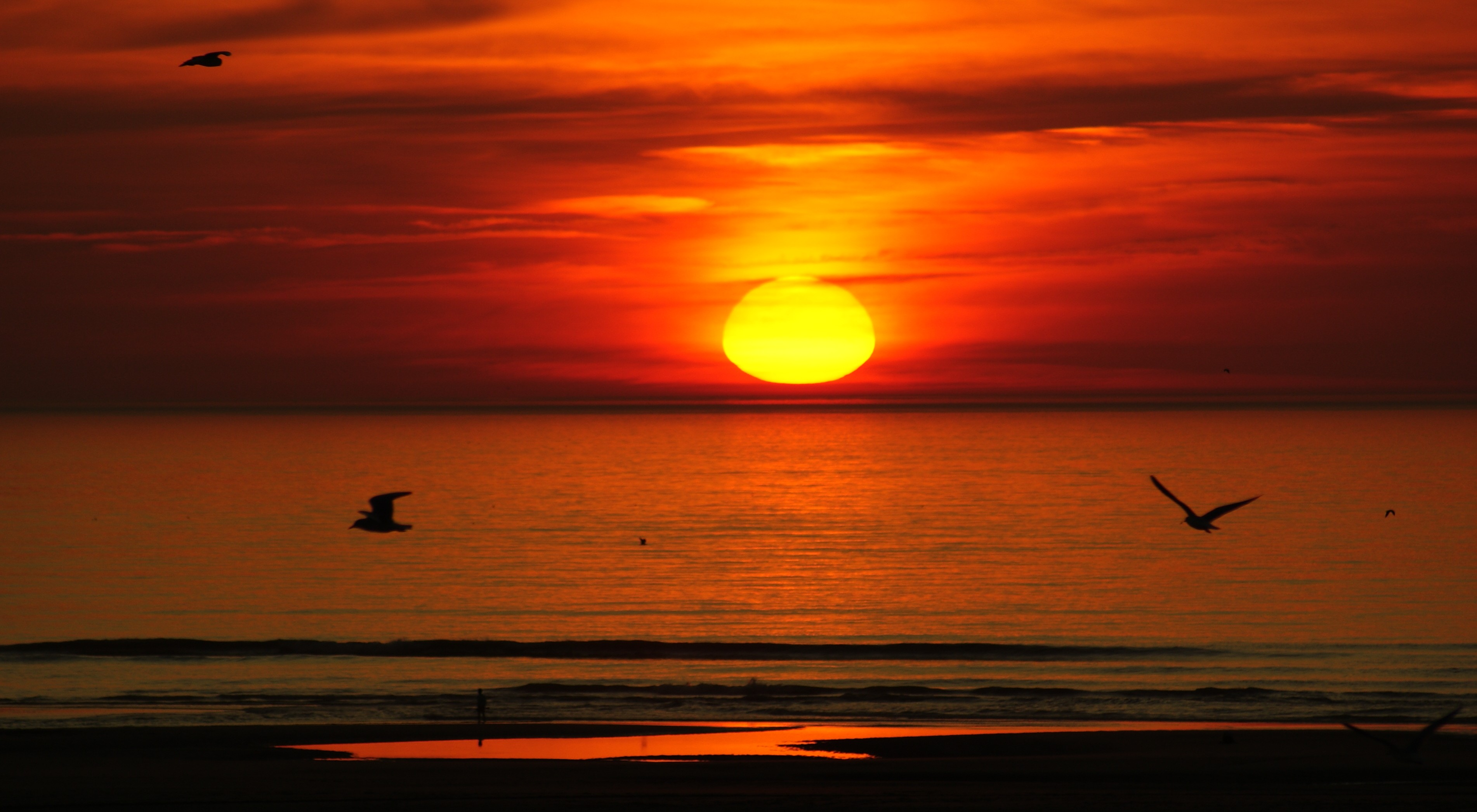
Un coucher de soleil à Berck.

### Géologie et relief
La superficie de la commune est de 14,88 km2 ; son altitude varie de 0  à   30 mètres. Ce relief n'est constitué que de dunes avec une altitude de 29 mètres au nord et 30 mètres au sud de la commune.

#### Site géologique
Le territoire de la commune se situe sur deux sites géologiques :
- les dunes "picardes" de Merlimont-Berck, classées trois étoiles, d'une superficie de 13 km2. Le site se compose de deux cordons dunaires, allongés nord-sud parallèlement à la côte. Ils sont séparés par une vaste dépression sableuse, plus ou moins humide selon les fluctuations de la nappe superficielle alimentée par les précipitations, elle-même reliée à la nappe plus profonde de la craie[4] ;
- l'estuaire de l'Authie, classées deux étoiles, d'une superficie de 59 km2. L'estuaire de l'Authie se développe dans la plaine maritime picarde, limitée à l'est par la falaise morte du plateau crayeux de l'Artois[5].

### Hydrographie

#### Réseau hydrographique
Le territoire de la commune est situé dans le bassin Artois-Picardie.
La commune se situe au nord de la baie d'Authie et est drainé par trois cours d'eau :
- le Terminus, d'une longueur de 2,47 km[7] ;
- le fossé de l'hôpital, d'une longueur de 3,09 km[8] ;
- et un cours d'eau au toponyme hydrographique inconnu, d'une longueur de 6,8 km[9].

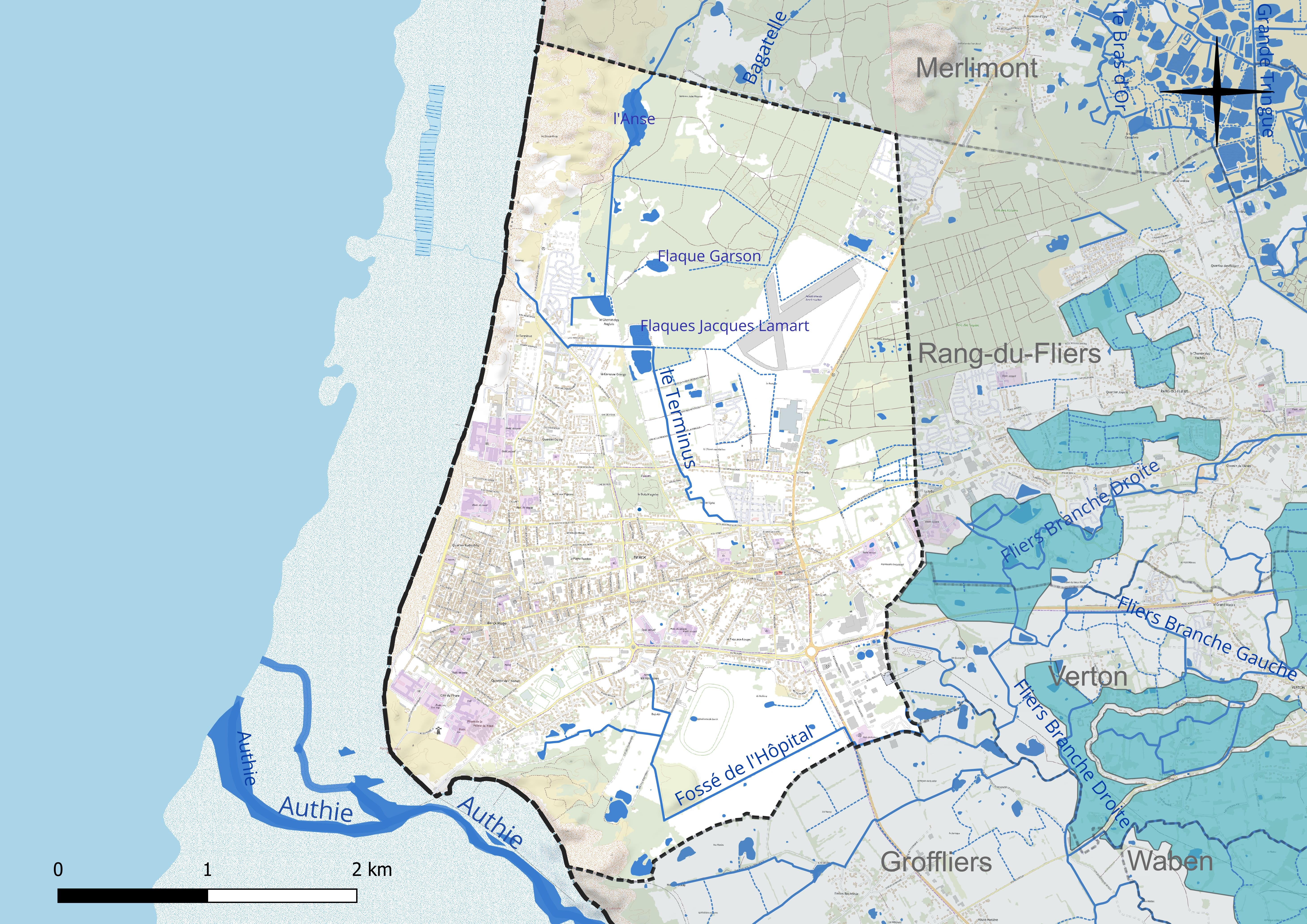
Réseau hydrographique de Berck.

#### Gestion et qualité des eaux
La commune est desservie en eau potable par l'usine de traitement d'eau de Rang-du-Fliers dont l'eau est captée dans un champ, d'une superficie de 2 500 ha, situé à Airon-Saint-Vaast.

### Climat
Pour des articles plus généraux, voir Climat des Hauts-de-France et Climat du Pas-de-Calais.
En 2010, le climat de la commune est de type climat océanique franc, selon une étude du CNRS s'appuyant sur une série de données couvrant la période 1971-2000. En 2020, Météo-France publie une typologie des climats de la France métropolitaine dans laquelle la commune est exposée à un climat océanique et est dans la région climatique Côtes de la Manche orientale, caractérisée par un faible ensoleillement (1 550 h/an) ; forte humidité de l’air (plus de 20 h/jour avec humidité relative > 80 % en hiver), vents forts fréquents.
Pour la période 1971-2000, la température annuelle moyenne est de 10,7 °C, avec une amplitude thermique annuelle de 12,8 °C. Le cumul annuel moyen de précipitations est de 780 mm, avec 12,1 jours de précipitations en janvier et 7,9 jours en juillet. Pour la période 1991-2020, la température moyenne annuelle observée sur la station météorologique la plus proche, située sur la commune du Touquet-Paris-Plage à 12 km à vol d'oiseau, est de 11,2 °C et le cumul annuel moyen de précipitations est de 888,8 mm,. Pour l'avenir, les paramètres climatiques de la commune estimés pour 2050 selon différents scénarios d'émission de gaz à effet de serre sont consultables sur un site dédié publié par Météo-France en novembre 2022.

### Paysages
Pour un article plus général, voir Paysage en France.
La commune s'inscrit dans les « paysages des dunes et estuaires d'Opale » tels qu'ils sont définis dans l'atlas de paysages de la région Nord-Pas-de-Calais, conçu par la direction régionale de l'Environnement, de l'Aménagement et du Logement (DREAL),.
les « paysages des dunes et estuaires d'Opale », qui concernent 23 communes, s'étendent le long de la côte sur environ 30 kilomètres, de la baie d'Authie à Équihen-Plage, et sur deux à quatre kilomètres de large. Les « paysages des dunes et estuaires d'Opale » cèdent la place aux abrupts des falaises, au niveau d'Équihen-Plage. Les dunes littorales se sont constituées récemment, depuis le Moyen Âge, et ont envahi le relief intérieur en constituant des dunes plaquées sur les falaises fossiles, spécificité locale. Les résurgences de sources au pied de ces falaises proviennent de la nappe de la craie et sont à l'origine de nombreux ruisseaux et zones humides dans les Bas-Champs, surtout visibles entre Étaples et Rang-du-Fliers.
Ces « paysages des dunes et estuaires d'Opale » sont constitués : d'un peu plus de 40 % de dunes et de plages, dont 28 % d'espaces dunaires, dont certains sont boisés comme à Hardelot-Plage et au Touquet-Paris-Plage ; de 22 et 25 % au niveau de la baie d'Authie et des Bas Champs, Bas Champs majoritairement en prairies ; de 20 % par les communes et d'un peu plus de 5 % par les cours d’eau et les marais arrière-littoraux, entre Merlimont et Rang-du-Fliers, comme le marais de Balançon défini réseau Natura 2000.

### Milieux naturels et biodiversité

#### Espaces protégés et gérés
La protection réglementaire est le mode d’intervention le plus fort pour préserver des espaces naturels remarquables et leur biodiversité associée.
Dans ce cadre, la commune fait partie de deux espaces protégés acquis par le Conservatoire du littoral :
- les dunes de Berck, d'une superficie de 314,314 hectares[20] ;
- la baie d'Authie rive Nord, d'une superficie de 312.957 hectares[21].

#### Zones naturelles d'intérêt écologique, faunistique et floristique
L’inventaire des zones naturelles d'intérêt écologique, faunistique et floristique (ZNIEFF) a pour objectif de réaliser une couverture des zones les plus intéressantes sur le plan écologique, essentiellement dans la perspective d’améliorer la connaissance du patrimoine naturel national et de fournir aux différents décideurs un outil d’aide à la prise en compte de l’environnement dans l’aménagement du territoire.
Le territoire communal comprend quatre ZNIEFF de type 1 :
- les dunes de Merlimont. Ce vaste système dunaire est associé, vers l’Est, à un complexe de tourbières basses alcalines encore actives (ZNIEFF des marais de Balançon et de Cucq-Villiers) constituant un site unique à l’échelle des plaines du nord-ouest de l’Europe[22] ;
- la rive Nord de la Baie d’Authie. L'estuaire de l'Authie marque la frontière entre la Somme et le Pas-de-Calais. Il constitue un exemple assez typique d’estuaire picard avec système de poulier (et contre-poulier) et de musoir (en partie urbanisé ici) Les mollières (prés salés), ne sont recouvertes que par les marées de vives-eaux et les marées d’équinoxe, ce qui permet le développement d'un tapis végétal dense[23] ;
- les bocages et prairies humides de Verton. Complexe bocager humide tout à fait original associant prairies mésotrophiles à eutrophiles de différents niveaux topographiques avec des mares et des chenaux de drainage[24] ;
- les mollières de Berck. Les mollières de Berck sont composées d’un remarquable système prairial arrière-littoral avec une mosaïque de prairies hygrophiles à mésophiles développées sur des sols non salés à subsaumâtres, voire localement paratourbeux[25].

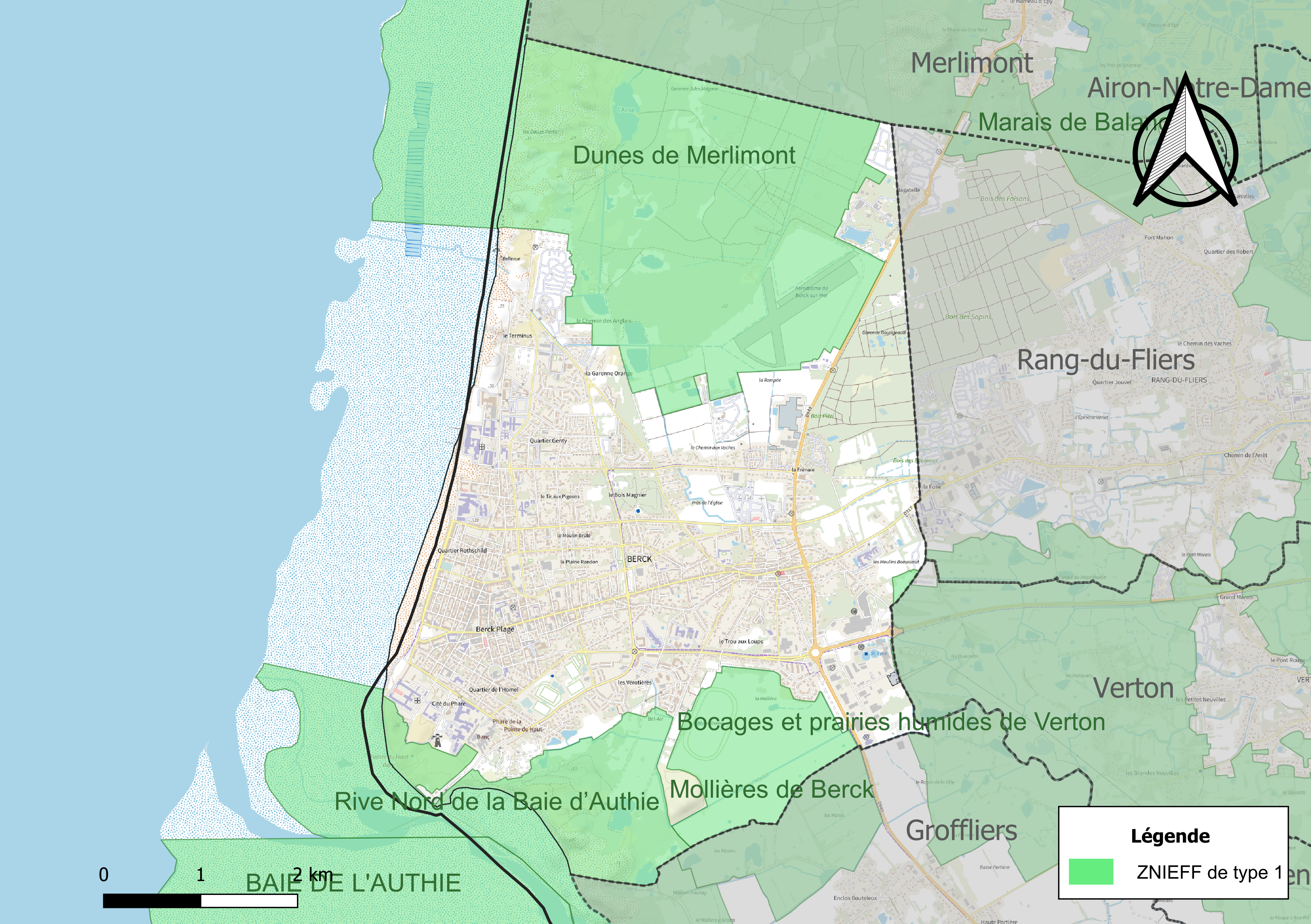
Carte des ZNIEFF sur la commune.

#### Patrimoine géologique
Sur le territoire communal se trouve le site de l'estuaire de l'Authie. Il est inscrit à l'inventaire national du patrimoine géologique. Ce site est composé de massifs dunaires sur la pointe de Routhiauville, de schorre et de vasières. On y observe une amplitude de marée de plus de dix mètres lors des grandes marées d'équinoxe.

#### Sites Natura 2000
Le réseau Natura 2000 est un réseau écologique européen de sites naturels d’intérêt écologique élaboré à partir des Directives « Habitats » et « Oiseaux ». Ce réseau est constitué de Zones spéciales de sonservation (ZSC) et de Zones de protection spéciale (ZPS). Dans les zones de ce réseau, les États Membres s'engagent à maintenir dans un état de conservation favorable les types d'habitats et d'espèces concernés, par le biais de mesures réglementaires, administratives ou contractuelles.
Sur la commune, trois sites Natura 2000 de type B sont définis en site d'importance communautaire (SIC) :
- les dunes et marais arrière-littoraux de la plaine maritime picarde[28] ;
- les dunes de l'Authie et mollières de Berck[29] ;
- la baie de la Canche et le couloir des trois estuaires, d’une superficie de 333,06 km2 et d'une altitude variant de −23  à   0 mètres. Ce site se délimite à partir du trait de côte, s'étend jusqu'à la limite des trois milles nautiques, limité au sud par le phare d'Ault et au nord par le village de Sainte-Cécile, sur la commune de Camiers[30].

Et un site Natura 2000 de type A est défini en zone de protection spéciale : les dunes de Merlimont.

## Urbanisme

### Typologie
Au 1er janvier 2024, Berck est catégorisée centre urbain intermédiaire, selon la nouvelle grille communale de densité à sept niveaux définie par l'Insee en 2022.
Elle appartient à l'unité urbaine de Berck, une agglomération intra-départementale regroupant sept  communes, dont elle est ville-centre,,. Par ailleurs la commune fait partie de l'aire d'attraction de Berck, dont elle est la commune-centre,. Cette aire, qui regroupe 19 communes, est catégorisée dans les aires de moins de 50 000 habitants,.
La commune, bordée par la Manche, est également une commune littorale au sens de la loi du 3 janvier 1986, dite loi littoral. Des dispositions spécifiques d’urbanisme s’y appliquent dès lors afin de préserver les espaces naturels, les sites, les paysages et l’équilibre écologique du littoral, tel le principe d'inconstructibilité, en dehors des espaces urbanisés, sur la bande littorale des 100 mètres, ou plus si le plan local d’urbanisme le prévoit.

### Occupation des sols
L'occupation des sols de la commune, telle qu'elle ressort de la base de données européenne d’occupation biophysique des sols Corine Land Cover (CLC), est marquée par l'importance des territoires artificialisés (48 % en 2018), en augmentation par rapport à 1990 (44,9 %). La répartition détaillée en 2018 est la suivante : 
zones urbanisées (40,6 %), forêts (18,1 %), prairies (11,1 %), milieux à végétation arbustive et/ou herbacée (9,6 %), espaces ouverts, sans ou avec peu de végétation (5,2 %), espaces verts artificialisés, non agricoles (4,8 %), zones agricoles hétérogènes (3,9 %), terres arables (2,9 %), zones industrielles ou commerciales et réseaux de communication (2,6 %), zones humides côtières (1 %). L'évolution de l’occupation des sols de la commune et de ses infrastructures peut être observée sur les différentes représentations cartographiques du territoire : la carte de Cassini (XVIIIe siècle), la carte d'état-major (1820-1866) et les cartes ou photos aériennes de l'IGN pour la période actuelle (1950 à aujourd'hui).

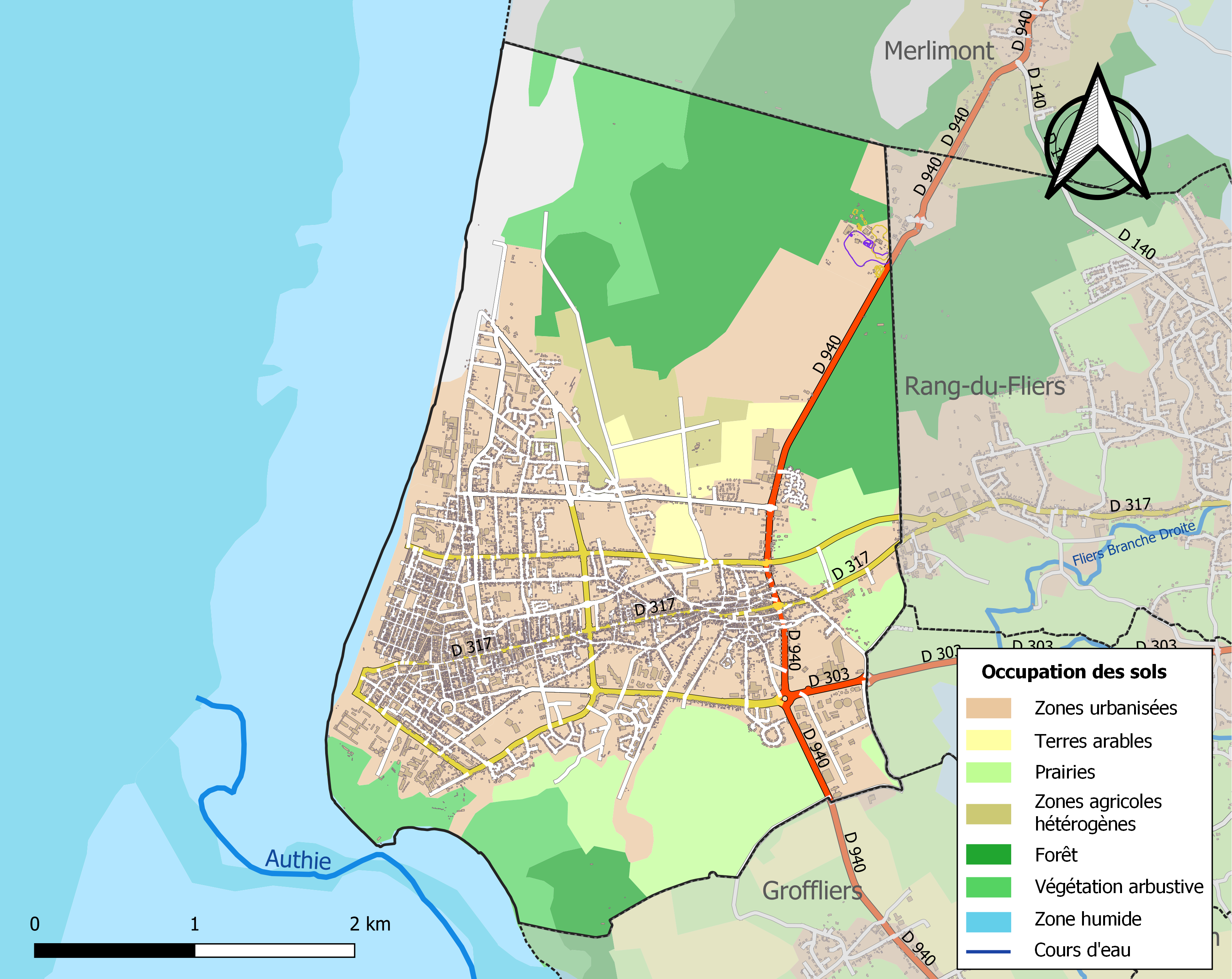
Carte des infrastructures et de l'occupation des sols de la commune en 2018 (CLC).

### Lieux-dits, hameaux et écarts
Berck comporte deux quartiers :
- Berck-Ville : partie Est, ancien village de pêcheurs ;
- Berck-Plage : partie Ouest, plage, hôpitaux et dunes.

### Logement
La communauté d'agglomération des Deux Baies en Montreuillois vote, en accord avec la commune, la mise en application, à compter du 1er janvier 2024, du permis de louer, afin de lutter contre l'habitat indigne, sur une zone comprenant 80 logements.

### Voies de communication et transports

#### Voies de communication
L'autoroute A16, entre Paris et Dunkerque (avec raccordement au tunnel sous la Manche), dessert directement la ville par la sortie no 25. Berck est également sur le trajet de la route départementale RD 940 qui longe le littoral, et de la RD 303 qui part vers l'est et se sépare à Campigneulles-les-Petites, d'une part par la RD 901 entre Montreuil-sur-Mer et Abbeville, d'autre part par la RD 939 vers Arras.

#### Transports
La gare de Rang-du-Fliers - Verton - Berck est située à quelques minutes du centre-ville de Berck, auquel elle est reliée par navette de bus régulière et piste cyclable. Elle est, depuis 2010, tête de ligne du TGV régional (le TERGV) vers Lille (en 1 h 30 environ, avec correspondance vers Bruxelles) via Boulogne et Calais (avec correspondance Eurostar vers Londres). Elle est également reliée directement à Paris-Nord par trois allers-retours en TGV (en 2 h 30 environ via Boulogne, Calais et Lille) tandis que les cinq trains Intercités (parcours plus court par Amiens) ont été supprimés depuis le 1er janvier 2019. La région Hauts-de-France exploite aussi de nombreux services locaux TER vers la baie de Somme, Abbeville, Amiens (dont certains continuent désormais vers Creil et Paris), mais aussi le Boulonnais et les Flandres.
Le bâtiment de l'ancienne gare terminus de Berck-Plage a été transformé en casino. C'est à cet endroit que part et arrive l'unique aller-retour expérimental par autocar Flixbus reliant Berck-Plage au Palais des Congrès de Paris (durée de parcours de 3 h 5 à 3 h 30 selon embouteillages), auquel s'ajoute un service d'autocar Ouibus, dans les mêmes conditions, mais uniquement les fins de semaine et pendant les vacances scolaires. En saison estivale, des excursions en autocar sont proposées de Berck vers Cantorbéry et Londres (également pour les soldes d'hiver), ainsi que vers Bruges et la Hollande.
La commune est desservie par les lignes 1A, 1B et 2 du réseau de transport de la communauté d'agglomération des Deux Baies en Montreuillois (CA2BM).
Enfin, l'aérodrome de Berck-sur-Mer permet l'atterrissage des avions de tourisme tandis que le proche aéroport du Touquet-Côte d'Opale accueille des liaisons régulières de et vers l'Angleterre, ainsi que des vols spéciaux d'agence vers diverses destinations de vacances.

## Toponymie
Le nom de la localité est attesté sous les formes Berkeres en 1124; datum Bergis ou Berc en 1215; Bierk en 1282; Berk en 1311; Berch en 1342; Le havre de Bercq en 1426; Berck-sur-la-Mer en 1545; Ber en 1546; Le havre de Berg en 1640; Berg-sur-Mer en 1739.
Les toponymistes évoquent généralement le germanique berg « hauteur, éminence, colline, mont, montagne ». Ernest Nègre y voit le germanique birkja- « bois de bouleaux, boulaie ».
Remarque : l'hypothèse du germanique berg est corroborée par la récurrence de ce type toponymique dans la région, mais aussi par quelques autres lieux du nord de la France : Le Berck (Pas-de-Calais, Guînes, Le Bercq de Campaignes 1480; Le Berg-en-Campagne 1682);  Bergues (Nord, Bergan 944); Bargues (Nord, Bargas 1147); Berguette (Pas-de-Calais, Berghette 1171, diminutif en -ette), mais aussi Bergues-sur-Sambre (Aisne); Berg (Moselle, Berge 915); Barques (Seine-Maritime, Barc XIIe siècle); Barc (Eure, Barco 1087 - 1090),, etc. Il y a effectivement un dénivelé de 30 m sur le territoire de la commune qui peut justifier cette appellation. Les formes du type Barc, etc. résultent de l'alternance fréquente er / ar. La régularité des formes en -c(k) au lieu du -g attendu, peut effectivement justifier d'un emploi du mot germanique signifiant « bouleau » cf. ancien néerlandais *berka, moyen néerlandais berke, néerlandais berk « bouleau ».
Elle se nomme Berk-aan-Zee en néerlandais.

## Histoire

### Du Moyen Âge à l'époque moderne
Berck s'affirme dès le Moyen Âge comme un port de pêche.
Au XVIIIe siècle, la vicomté-pairie de Berck est entre les mains de la famille de Fresnoy. En 1733, Jean-Baptiste, Marquis de Fresnoy, est dans une situation financière délicate sans doute le train de la vie qu'il mène à Paris, où il réside dans une maison de la rue de Gaillon est-il dispendieux, mais cet état de fait n'est pas uniquement la conséquence d'une mauvaise gestion financière. En effet, la dot de sa femme, Marie Anne Deschiens de la Neuville, qui est de 160.000 livres, une somme énorme pour l'époque, n'a pas encore été versée par le père de celle-ci. À quoi s'ajoute le véritable parcours du combattant judiciaire qu'est la succession de son grand-père Achille Léonor chevalier marquis de Fresnoy, mort en 1675, soit 58 ans auparavant, et qui l'empêche de profiter pleinement de la part qui lui revient et d'assainir sa situation.
Poursuivi par ses créanciers, il est contraint de constituer une rente de 6000 livres par an d'arrérages au principal de 120.000 livres auprès d'un jeune noble normand, Hyacinthe Louis marquis de Pellevé et comte de Flers. En échange du versement de ces 120.000 livres, il apporte comme garantie non seulement la maison de la rue de Gaillon, mais aussi entre autres propriétés « la terre et baronnie de Brexant scituée proche Montreuil sur Mer », et surtout « la terre et vicomté de Berk, port de mer scituée proche Montreuil sur Mer sous la Coutume d'Artois, qui valoit 2000 livres de rente avant que les sables en eussent bouché le port et n'est plus affermée à Michel Malingre que 400 livres, la garenne de laditte terre affermée 100 livres. Est observé que dans laditte vicomté il y a encore une garenne nommée de Grofliers qui raportoit jusqu'à 1200 livres par an, laquelle n'est plus affermée depuis que les sable ont bouché les terriers et couverts les herbes qui servoient de nouritures aux lapins, mais on travaille actuellement a la retablir et la repeupler ». Toutes ces terres lui viennent de sa mère, Marie Madelaine des Essarts, à la suite du partage fait entre elle et sa sœur Marie-Marguerite, épouse de Jean-Baptiste de Bellon de Thurin, Comte du Sant Empire de la succession de leurs parents Charles des Essarts marquis de Meigneux et Françoise Geneviève Regnault.
En 1736, Hyacinthe Louis marquis de Pellevé se suicide, et la créance de Jean Baptiste de Fresnoy passe aux mains de sa sœur et unique héritière, Antoinette Jourdaine de Pellevé. Il lui rembourse le principal de 120.000 livres peu de temps après, sans doute en empruntant ailleurs et en réengageant la terre de Berck.

### Berck auXIXesiècle: l'apogée balnéaire
Ancien port d'échouage (vers cent cinquante bateaux de pêche jusqu'en 1914), Berck prend une vocation thérapeutique pour le traitement de la tuberculose osseuse sous le Second Empire. Tout commence par l'initiative d'une veuve de marin, Marie Anne Elizabeth Brillard, dite Marianne-toute-seule, qui a l'idée de faire prendre des bains de mer aux enfants malades qui lui sont confiés. Le médecin de canton constate l'amélioration de leur santé et établit des rapports sur l'incroyable densité d'iode concentrée à Berck.
Marianne-toute-seule est considérée aujourd'hui comme l'inventrice de la thalassothérapie. La ville va très vite profiter de son renom. L'Hôpital Impérial (devenu depuis Maritime) est inauguré en 1869 par l’Impératrice Eugénie et le Prince Impérial venus de Paris par train spécial. À cet effet, une avenue sera creusée en un temps record (les routes sont alors de sable), et cette artère porte toujours le nom de « rue de l'Impératrice ». Laura de Rothschild (1847-1931), fille de Mayer Carl von Rothschild, inaugure l'hôpital Nathaniel-de-Rothschild en 1872,, tandis que des religieuses édifient l'Institut Saint-François-de-Sales, suivi par l'Institut Hélio-Marin, la Fondation Franco-américaine, etc.
À la fin du XIXe siècle, de très grands artistes (Eugène Boudin, Édouard Manet, Albert Besnard, Francis Tattegrain entre autres) viennent à Berck peindre ses ciels.
Juste avant la Première Guerre mondiale, d'illustres personnalités séjournent à Berck : la famille de Léopold Salvator de Habsbourg-Toscane, le prince Nicolas de Grèce et son épouse la grande-duchesse Hélène Vladimirovna de Russie, la reine Nathalie de Serbie, le jeune Tsarévitch Alexis Nikolaïevitch de Russie, hémophile, devait venir se soigner,. La ville connaît alors son apogée.
Berck est desservie par deux lignes de chemin de fer secondaire à voie métrique qui la relient, de 1893 à 1955, à Aire-sur-la-Lys, et, de 1909 à 1929, au Touquet-Paris-Plage.

Berck balnéaire
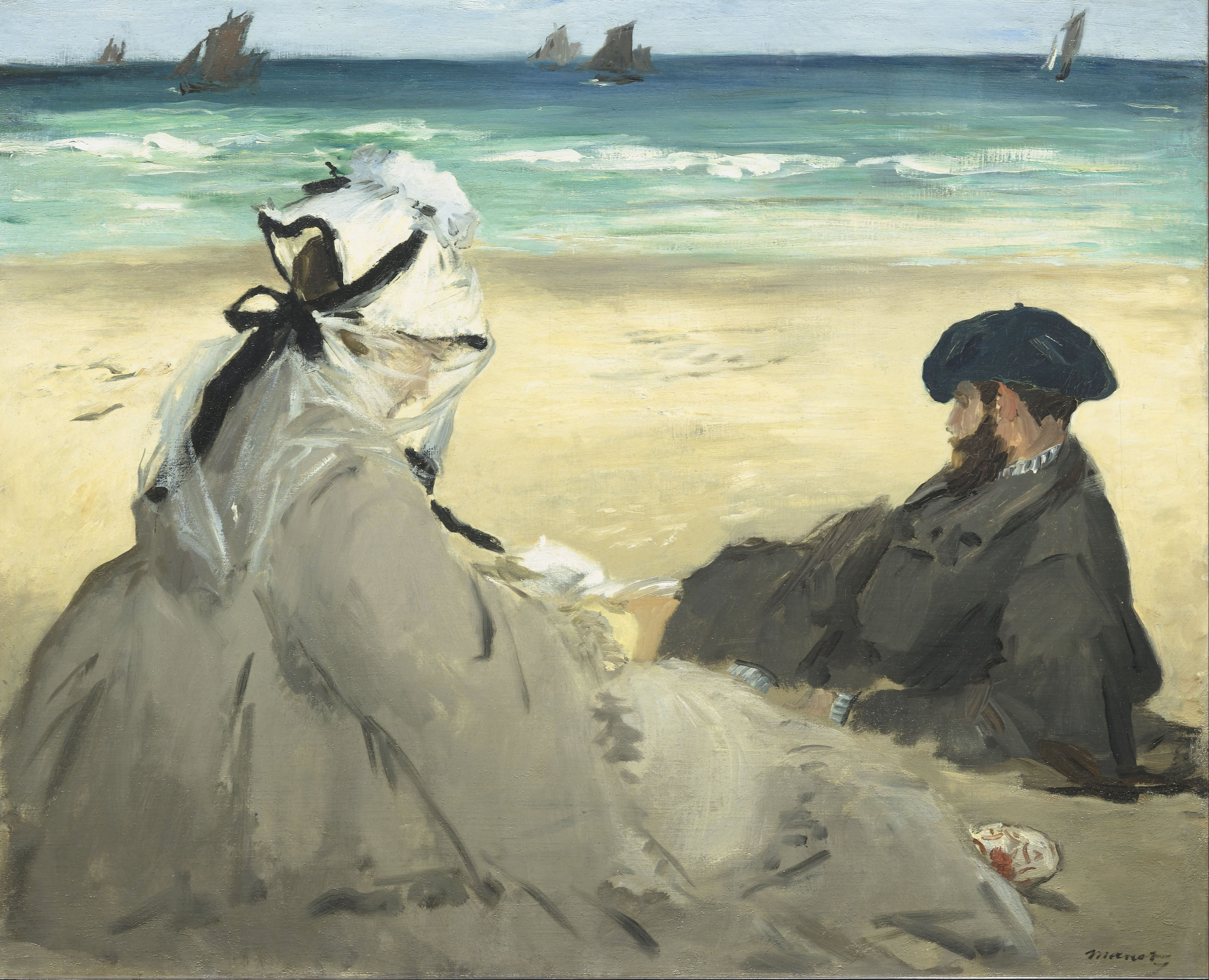
Sur la plage, 1873 Édouard Manet Musée d'Orsay (Paris.)
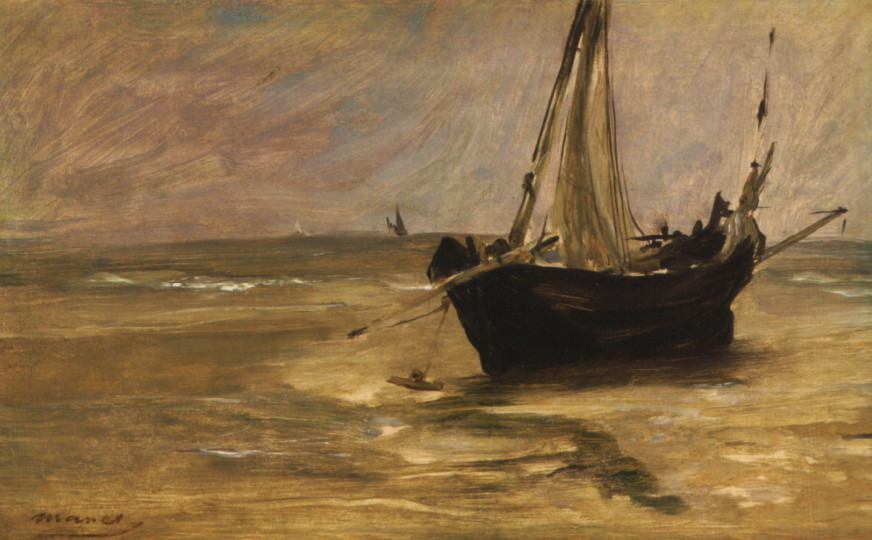
Bateau de pêche, 1873 Édouard Manet.
La plage de Berck en 1908.
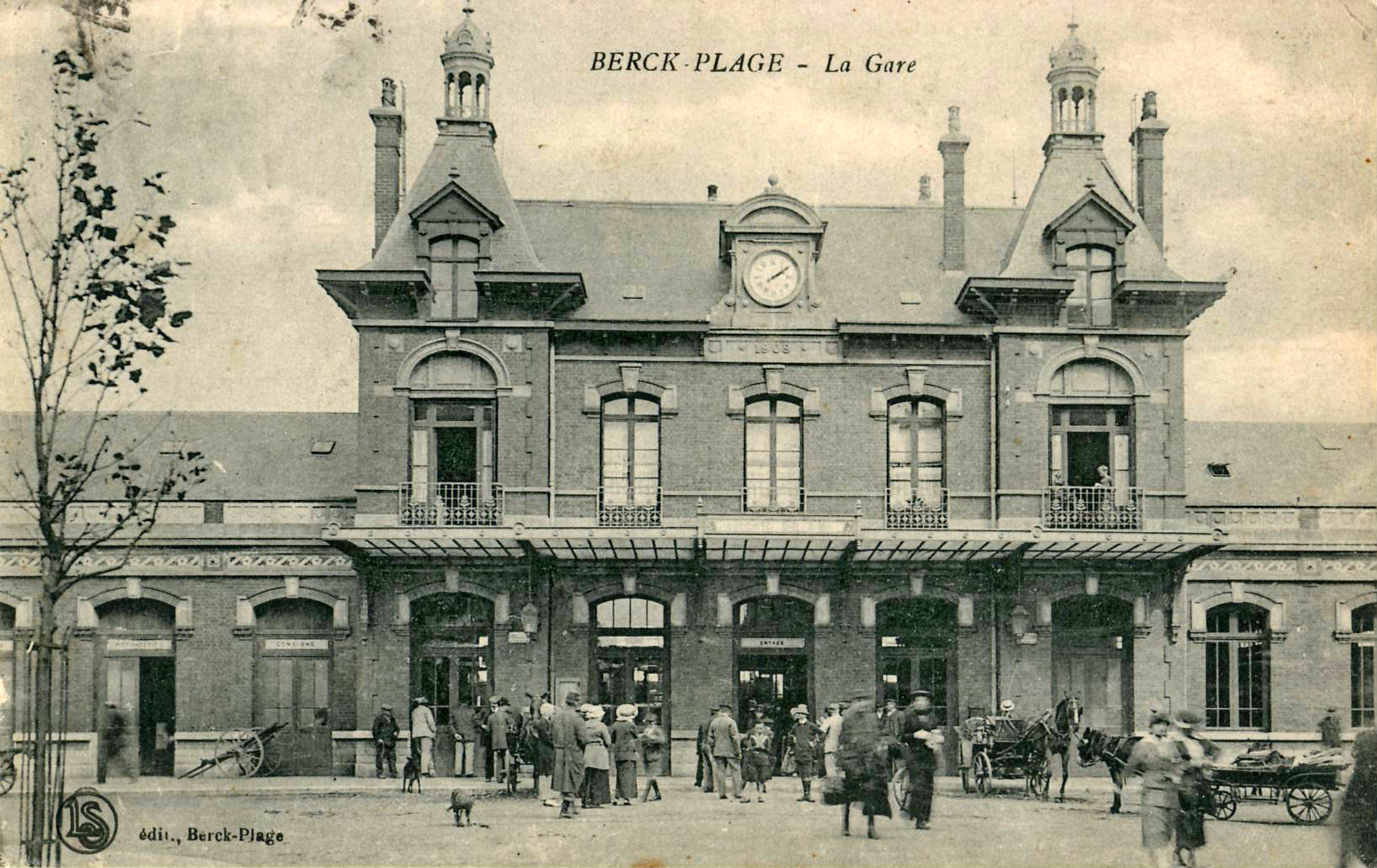
La gare monumentale de Berck-Plage.

En 1875 et 1881-1882, Eugène Boudin travaille à Berck sur des scènes de plage sensiblement différentes de celles réalisées à Trouville et Deauville représentant les élégants et les riches. À Berck, les gens sur les plages sont les pêcheurs locaux, au travail ou au repos.

Le Berck d'Eugène Boudin
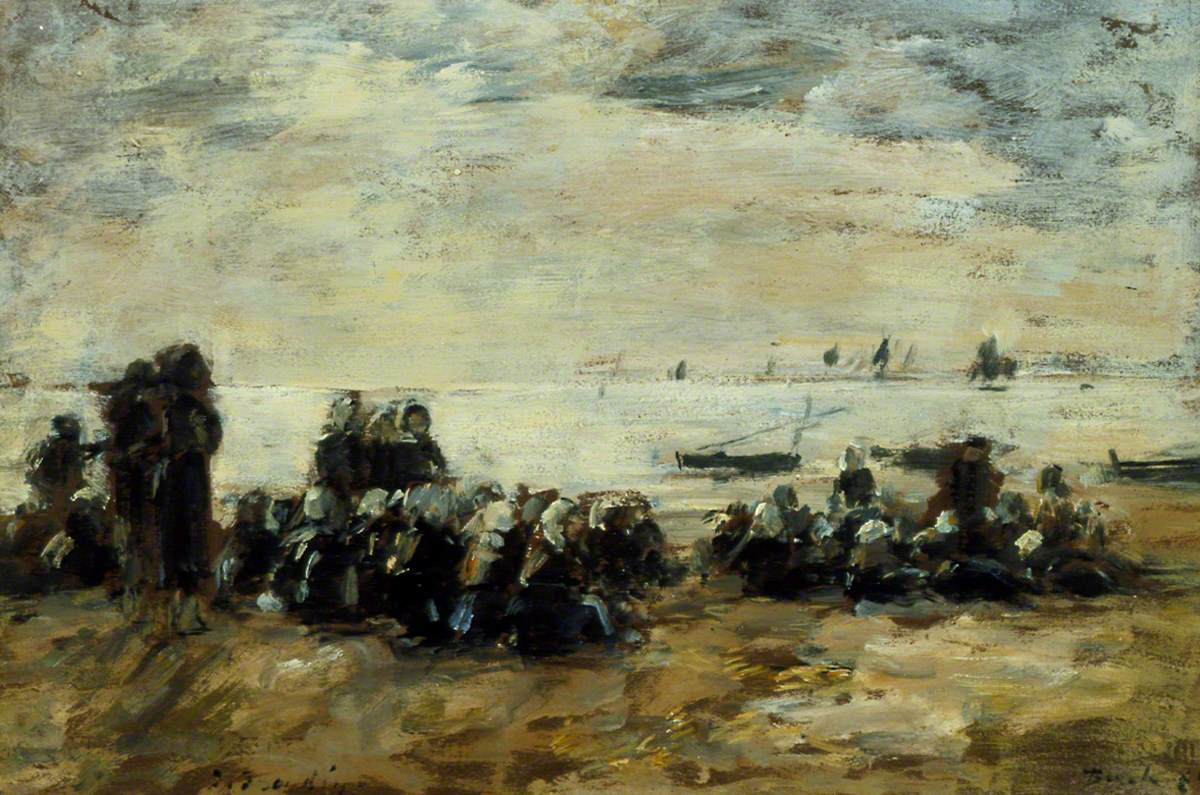
Femmes attendant des bateaux de pêche sur la plage de Berck, 1880 Southampton City Art Gallery
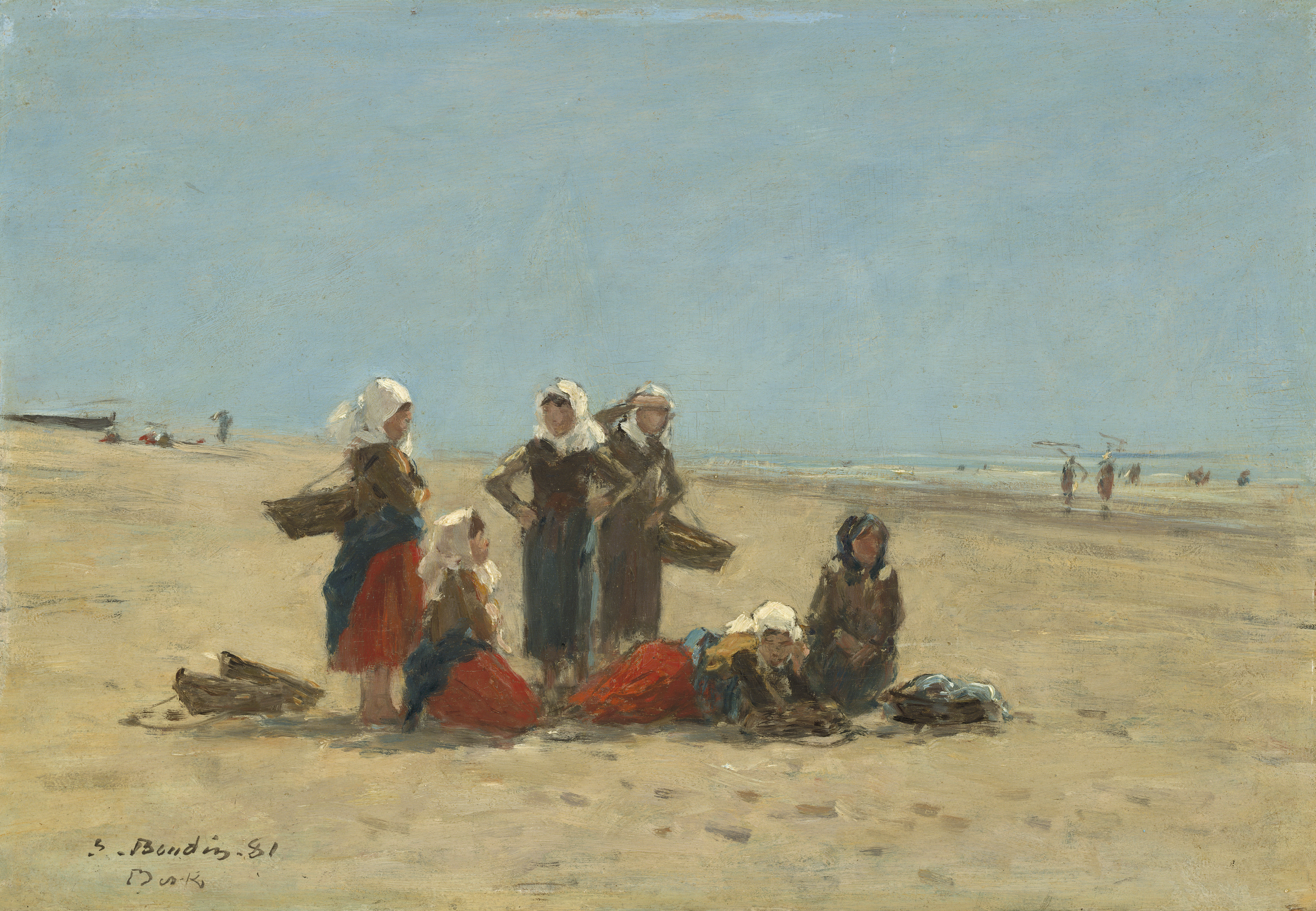
Femmes sur la plage à Berck, 1881 Washington, National Gallery of Art
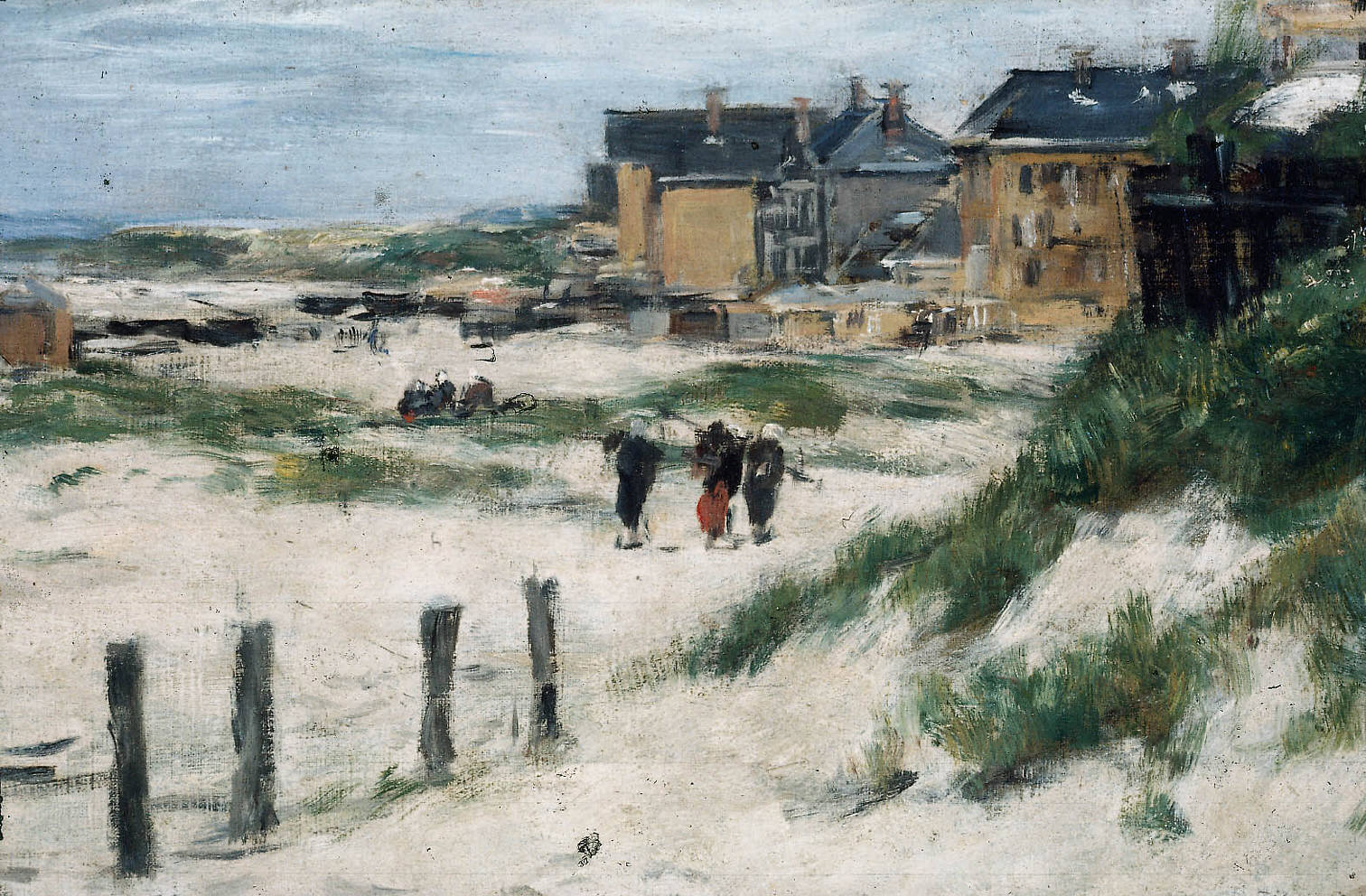
L'Entrée de Berck, 1882 Musée des Beaux-Arts (Boston)
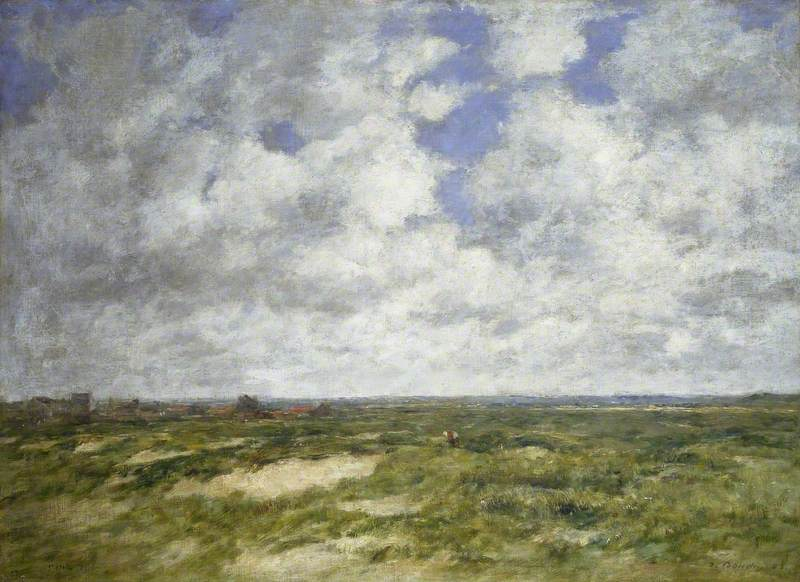
Berck, 1882 Ashmolean Museum, Oxford
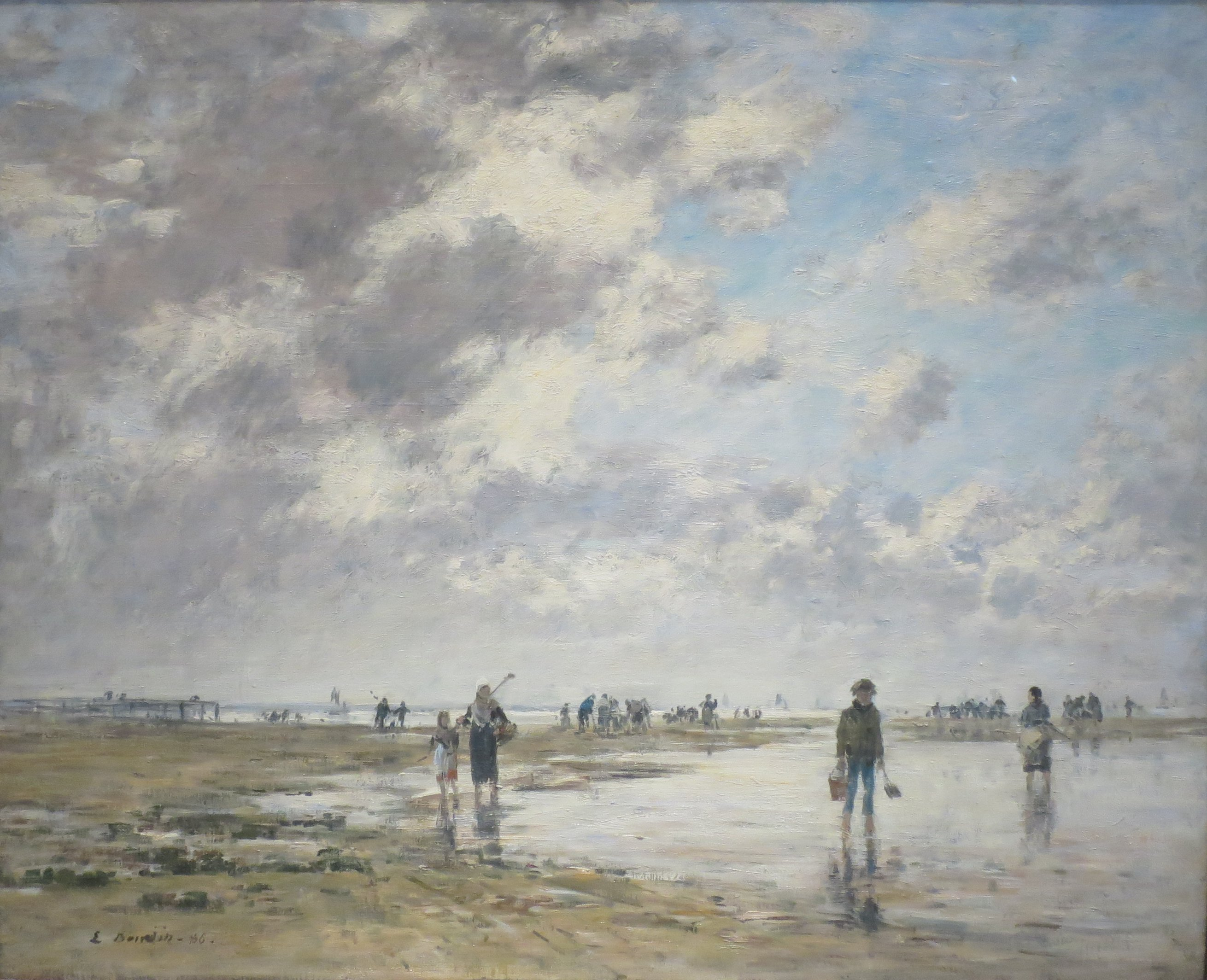
Marée basse, Berck, 1886 Pasadena, Norton Simon Museum

### Berck auXXesiècle: après la reconstruction, la santé et les loisirs

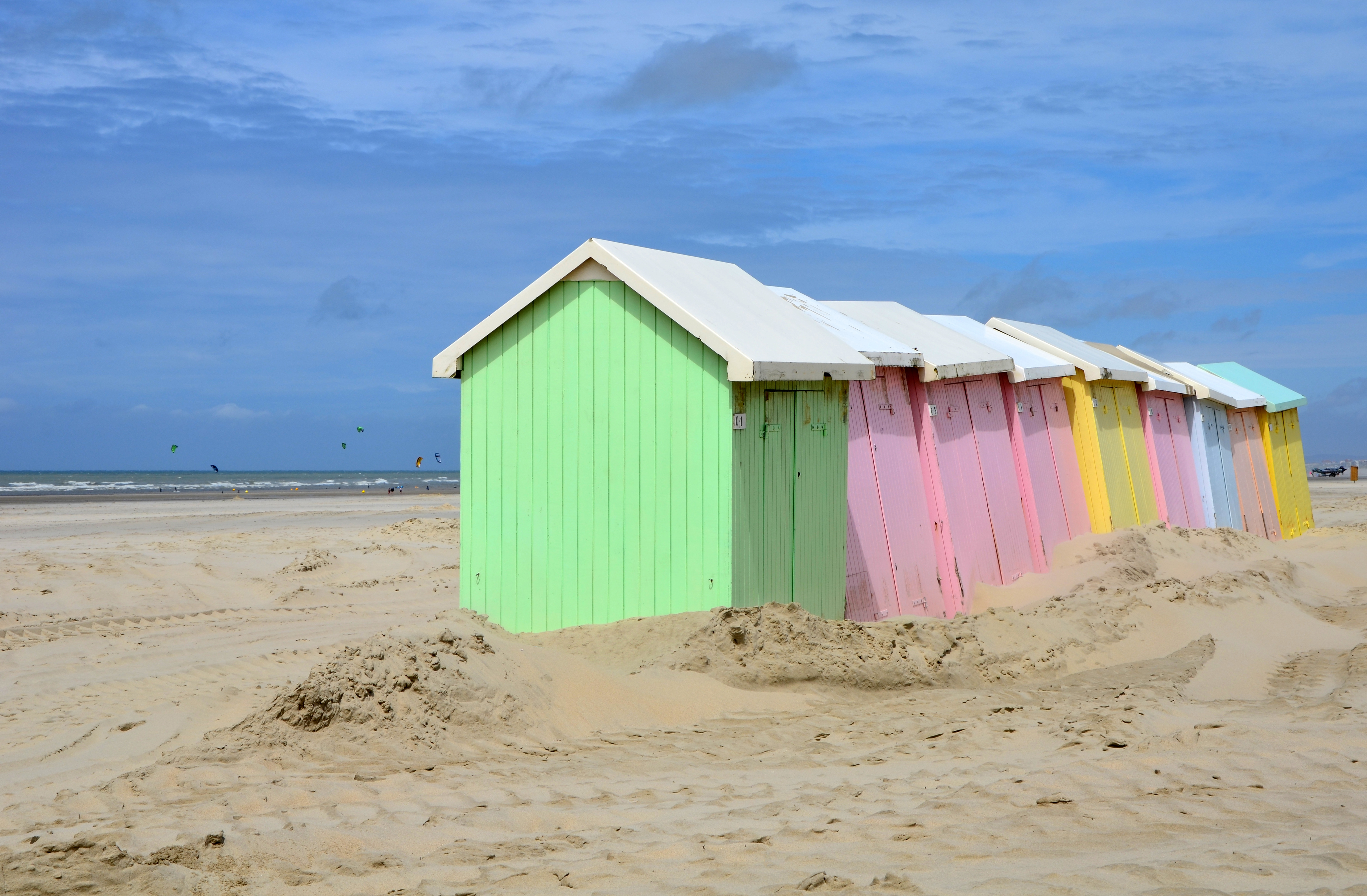
Les cabines de plage de Berck, surnommées les « berlingots ».

Durant la Première Guerre mondiale, la ville voisine de Montreuil-sur-Mer devient le Grand quartier-général britannique.
Léonie Duplais (d) (1850-1936) est originaire d'une ancienne famille aristocrate de la Saintonge maritime (Duplais des Touches) et familière de l'histoire de Fouras, de Saintes ou de Rochefort. Elle descendrait de l'amiral Dupleix. Elle est née à Lapalisse le 4 février 1850, alors petite Sous-Préfecture de l'Allier, où son père y fut nommé commis à Cheval (Percepteur Fiscal des Contributions Indirectes). Arrivée vers la fin du XIXe siècle à Berck-sur-Mer, Léonie Duplais qui se dévoua au service de sa « bonne ville », s'y fit remarquer en 1887 lors du grand incendie de l'hôtel du Centre et de la maison Rivet. Les correspondants du Petit Journal, chargés de couvrir l’événement dramatique écrivirent à ce propos le 9 août 1887 : « L'Hôtel du Centre a été détruit en partie. On signale de nombreux dévouements. Citons en autres noms, celui de Mlle Léonie Duplais de Paris ». Poétesse, publiciste, conférencière et écrivaine et lauréate de l'Académie française, cette historienne de Berck devient la bienfaitrice de sa nouvelle ville d'adoption, en fondant en 1901 pour les pauvres et les orphelins de la commune Le « Fourneau Economique », premier ancêtre précurseur des Restos du cœur. Elle a notamment publié des ouvrages sur l'histoire du vieux Berck. Léonie Duplais meurt à Berck en 1936. La municipalité berckoise reconnaissante à ses œuvres de bienfaisance, donne son nom à une rue.
La Seconde Guerre mondiale provoque la destruction de tout le front de mer. Les bombardements anglo-américains des 2 et 5 juin 1944 ont touché presque tous les quartiers de Berck.
La commune est décorée de la croix de guerre 1939-1945 le 11 novembre 1948, distinction également attribuée à 28 autres communes du Pas-de-Calais.
Avant la Seconde Guerre mondiale, la commune compte 105 personnes de confession juive et en 1930, la colonie de vacances « À nos enfants », rue des Bains, accueille leurs enfants. Dès l'entrée en guerre des familles juives quittent Berck. En juillet 1940, les magasins se voient apposer sur leurs vitrines l'affiche « entreprise juive », sept magasins sont concernés dont cinq rue Carnot. Le 13 décembre 1940, à la suite d'une circulaire du préfet, 28 personnes juives sont recensées en mairie et, trois jours plus tard, transférées au camp d'internement Jules-Ferry à Troyes. En 1941, les magasins juifs sont liquidés (aryanisation) sur ordre du préfet comme la mercerie d’Isidore Lang, rue de l’Impératrice, du primeur de Jacques Schwartz et du magasin de chaussures de David Benjamin, situés rue Carnot. De cette période, un médecin juif polonais, Léon (Leybus) Landau s'installe à Berck en 1932. Engagé volontaire en 1939, il est nommé médecin dans les mines de Dourges à Hénin-Liétard. Il est arrêté en 1942 avec sa femme et son fils âgé de trois ans puis sont déportés à Auschwitz. Son épouse et son fils sont assassinés le jour de leur arrivée. Le docteur Landau est affecté au Sonderkommando (kommando des morts) et est témoin des expériences médicales nazies sur les prisonniers. Il y retrouve son collègue et ami le docteur Igner de Berck. Après la guerre il signe le manifeste des médecins détenus d'Auschwitz pour le procès de Nuremberg. En 1945 il revient habiter et exercer à Berck jusqu'à sa mort en 1974. Betty et Robert-Paul Truck publient son témoignage dans Médecins de la honte : la vérité sur les expériences médicales pratiquées à Auschwitz paru en 1975 aux Presses de la Cité et sur Gallica,,.
En 1953, Angelo Roncalli, futur pape Jean XXIII, fait une visite à l'institut Calot, où une sculpture à son effigie est toujours visible dans la cour de l’Institut.
Comptant plus d'une centaine de bateaux de pêche avant 1914, le port n'en accueille plus que trois en 1974, et plus aucun actuellement, en dehors du cordier, navire-musée, la Marianne Toute Seule, destiné à entretenir le souvenir du passé de la ville dans cette activité.
La ville dispose de cinq hôpitaux, notamment le centre héliomarin, l'Institut Calot et l'hôpital maritime. Avec les instituts de rééducation, ils emploient environ 3 000 soignants. Ce secteur est le plus important employeur de la commune.

### Berck auXXIesiècle
Quoique le secteur hospitalier reste économiquement prépondérant, la ville est fortement tournée vers le tourisme. Station balnéaire avec une immense plage de sable fin (une douzaine de kilomètres) sur la Côte d'Opale, des dunes naturelles, la baie d'Authie, une des dernières baies sauvages d'Europe, « petite sœur de la baie de Somme » accueillant des colonies de phoques gris et de veaux marins (visibles tous les jours à 50 m à marée basse), Berck est également le paradis du char à voile, créé à Berck, de l'équitation, et du cerf-volant, fêté vers Pâques lors des Rencontres internationales de cerfs-volants, mondialement connues.
La ville défraye la chronique judiciaire en 2013 à la suite de l'affaire Fabienne Kabou.

## Politique et administration

### Découpage territorial

#### Commune et intercommunalités

La communauté d'agglomération des Deux Baies en Montreuillois dans le territoire du Pas-de-Calais.

La commune était le siège de la communauté de communes Opale sud, créée le 21 décembre 2001, et qui succédait au District de Berck datant de fin 1964.
Dans le cadre des dispositions de la loi portant nouvelle organisation territoriale de la République du 7 août 2015, qui prévoit que les établissements publics de coopération intercommunale (EPCI) à fiscalité propre doivent avoir un minimum de 15 000 habitants, cette intercommunalité fusionne avec deux communautés de communes, la communauté de communes du Montreuillois et la communauté de communes mer et terres d'Opale, pour constituer une nouvelle agglomération de 70 000 habitants.
Celle-ci, créée au 1er janvier 2017 et dont la commune est désormais membre, prend le nom de communauté d'agglomération des Deux Baies en Montreuillois.

#### Circonscriptions administratives
La commune se trouve dans l'arrondissement de Montreuil du département du Pas-de-Calais.
Elle faisait partie de 1801 à 1991 du canton de Montreuil, année où le canton de Berck est créé. Dans le cadre du redécoupage cantonal de 2014 en France, la commune devient le bureau centralisateur de ce canton, dont la composition est modifiée.

#### Circonscriptions électorales
Pour l'élection des députés, la commune fait partie depuis 1958 de la quatrième circonscription du Pas-de-Calais.

### Élections municipales et communautaires

#### Élections municipales 2020

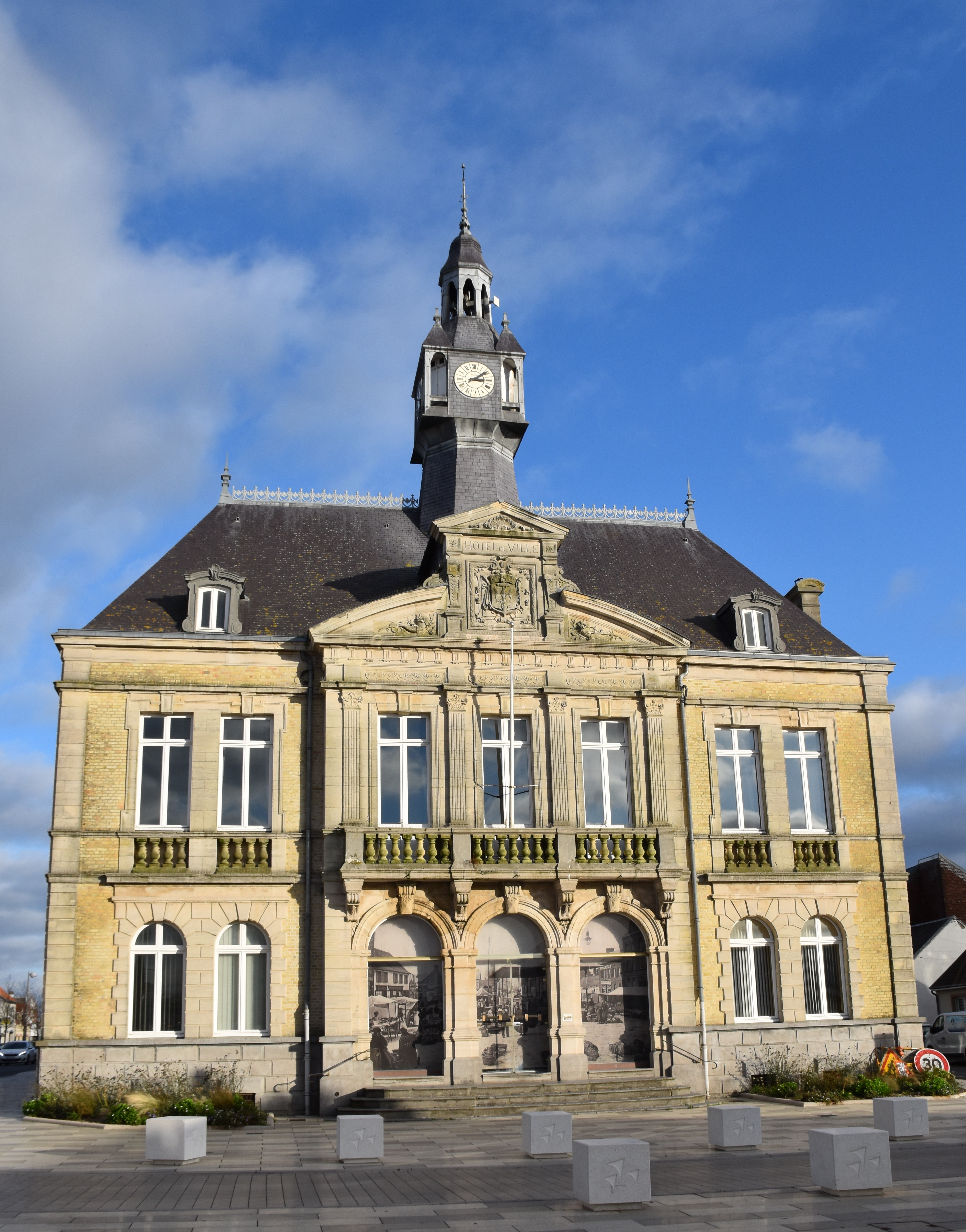
L'Hôtel-de-Ville.

- Maire sortant : Bruno Cousein (LR)
- 33 sièges à pourvoir au conseil municipal (population légale 2017 : 14 189 habitants)
- 14 sièges à pourvoir au conseil communautaire (CA des Deux Baies en Montreuillois)

|                          |                          |                          |              |              |        |        |  |  |  |
| Tête de liste            | Tête de liste            | Liste                    | Premier tour | Premier tour | Sièges | Sièges |  |  |  |
| Tête de liste            | Tête de liste            | Liste                    | Voix         | %            | CM     | CC     |  |  |  |
|                          | Bruno Cousein            | DVD                      | 2 943        | 64,52        | 27     | 12     |  |  |  |
|                          | Jean-Luc Bouvier         | DVG                      | 1 618        | 35,47        | 6      | 2      |  |  |  |
|                          |                          |                          |              |              |        |        |  |  |  |
| Votes valides            | Votes valides            | Votes valides            | 4 561        | 98,18        |        |        |  |  |  |
| Votes blancs             | Votes blancs             | Votes blancs             | 85           | 0,77         |        |        |  |  |  |
| Votes nuls               | Votes nuls               | Votes nuls               | 116          | 1,05         |        |        |  |  |  |
| Total                    | Total                    | Total                    | 4 762        | 100          | 33     | 14     |  |  |  |
| Abstention               | Abstention               | Abstention               | 6 274        | 56,85        |        |        |  |  |  |
| Inscrits / participation | Inscrits / participation | Inscrits / participation | 11 036       | 43,15        |        |        |  |  |  |

### Jumelages
La commune est jumelée avec :
| Ville | Ville      | Pays | Pays        | Période     |
| ----- | ---------- | ---- | ----------- | ----------- |
|       | Bad Honnef |      | Allemagne   | depuis 1976 |
|       | Hythe      |      | Royaume-Uni | depuis 1978 |
|       | Nahariya   |      | Israël      | depuis 1987 |

## Équipements et services publics

### Espaces publics
La commune est labellisée Pavillon bleu, sans interruption, de 2012 à 2024, elle perd son label en 2025,,.
Elle obtient, en 2019, le label « Toutourisme » gage de la qualité d’accueil de la commune pour les chiens et leurs maîtres, et est, à cette date, la seule commune du Pas-de-Calais à en bénéficier, et, depuis 2021, a le label « villes et villages fleuris » avec quatre fleurs,.

### Enseignement
La ville de Berck abrite :
- 4 écoles maternelles et 4 écoles primaires dont une privée, l'école Saint-Joseph ;
- un lycée général et un lycée professionnel (Jan-Lavezzari), avec internat ;
- deux collèges : l'un public, le collège Jean-Moulin, l'autre privé, l'Institution Notre-Dame.

L'ensemble des équipements de santé constitue un important pôle de formation d'enseignement supérieur : 
- une école d'infirmiers ;
- une école d'ergothérapie[81] ;
- une école de kinésithérapie[82].

### Santé

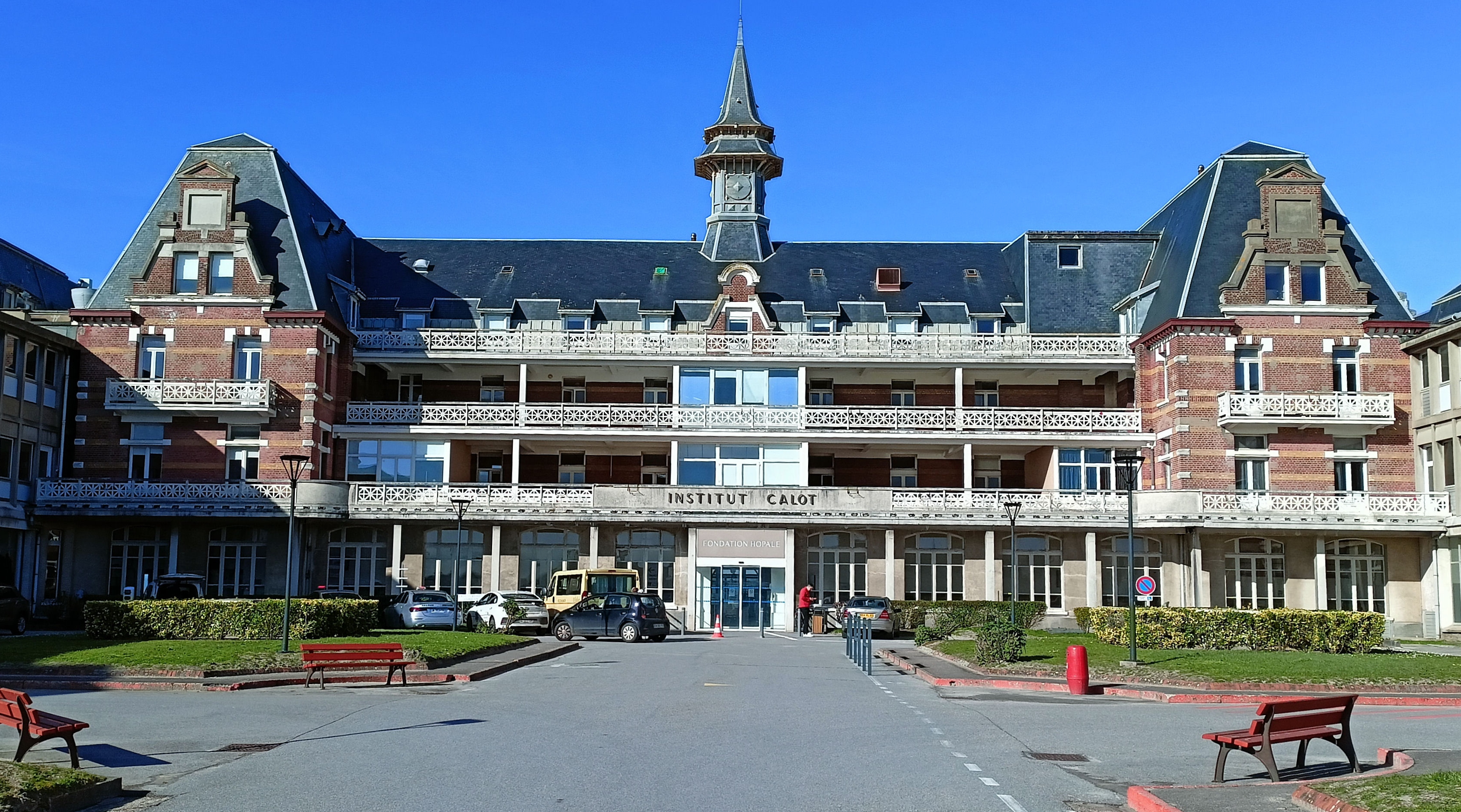
Institut Calot/Saint-François-de-Sales.

La ville compte de nombreux établissements de santé : 
- l'hôpital Maritime (200 lits), géré par l'Assistance publique - Hôpitaux de Paris ;
- les divers établissements de l’association Cazin-Perrochaud ;
- la fondation Hopale, rassemblant l'Institut Calot/Saint-François-de-Sales (90 places, traumatologie et sports), l’Établissement Hélio-Marin (85 places) et la Fondation franco-américaine/Jacques Calvé[83].
- l'antenne psychiatrique du groupe hospitalier de Montreuil (CHAM), basée à Berck ;
- l'Institut d'éducation motrice et la Maison d'accueil spécialisée ;
- le Centre d'éducation et de soins spécialisé pour enfants polyhandicapés (C.E.S.S.E.P.) appelé Le Rivage ;
- deux centres d'aide par le travail, plusieurs centres de rééducation et maisons de retraite[80] ;
- l'hôpital général - Centre Hospitalier de l'Arrondissement de Montreuil (CHAM) - est installé à Rang-du-Fliers, à l'entrée de Berck ;
- un Centre de Thalassothérapie est en construction, à côté de l'Hôpital maritime (ouverture en 2017).

### Justice, sécurité, secours et défense

#### Justice
La commune dépend du tribunal de proximité de Montreuil-sur-Mer, du conseil de prud'hommes de Boulogne-sur-Mer, du tribunal judiciaire de Boulogne-sur-Mer, de la cour d'appel de Douai, du tribunal de commerce de Boulogne-sur-Mer, du tribunal administratif de Lille, de la cour administrative d'appel de Douai et du tribunal pour enfants de Boulogne-sur-Mer.

## Population et société
Les habitants de la commune sont appelés les Berckois.

### Démographie

#### Évolution démographique
L'évolution du nombre d'habitants est connue à travers les recensements de la population effectués dans la commune depuis 1793. Pour les communes de plus de 10 000 habitants les recensements ont lieu chaque année à la suite d'une enquête par sondage auprès d'un échantillon d'adresses représentant 8 % de leurs logements, contrairement aux autres communes qui ont un recensement réel tous les cinq ans,.

En 2022, la commune comptait 12 967 habitants, en évolution de −9,75 % par rapport à 2016 (Pas-de-Calais : −0,72 %, France hors Mayotte : +2,11 %).
| 1793 | 1800  | 1806  | 1821  | 1831  | 1836  | 1841  | 1846  | 1851  |
| ---- | ----- | ----- | ----- | ----- | ----- | ----- | ----- | ----- |
| 984  | 1 041 | 1 212 | 1 379 | 1 649 | 1 706 | 1 842 | 2 100 | 2 216 |

| 1856  | 1861  | 1866  | 1872  | 1876  | 1881  | 1886  | 1891  | 1896  |
| ----- | ----- | ----- | ----- | ----- | ----- | ----- | ----- | ----- |
| 2 399 | 2 703 | 3 293 | 4 228 | 4 373 | 4 590 | 5 187 | 5 752 | 7 039 |

| 1901  | 1906  | 1911   | 1921   | 1926   | 1931   | 1936   | 1946   | 1954   |
| ----- | ----- | ------ | ------ | ------ | ------ | ------ | ------ | ------ |
| 7 799 | 9 636 | 11 597 | 12 674 | 13 980 | 16 433 | 16 700 | 11 529 | 14 285 |

| 1962   | 1968   | 1975   | 1982   | 1990   | 1999   | 2006   | 2011   | 2016   |
| ------ | ------ | ------ | ------ | ------ | ------ | ------ | ------ | ------ |
| 12 877 | 13 690 | 14 420 | 14 060 | 14 167 | 14 378 | 15 145 | 15 171 | 14 368 |

| 2021   | 2022   | - | - | - | - | - | - | - |
| ------ | ------ | - | - | - | - | - | - | - |
| 13 298 | 12 967 | - | - | - | - | - | - | - |

#### Pyramide des âges
La population de la commune est relativement âgée.
En 2018, le taux de personnes d'un âge inférieur à 30 ans s'élève à 28,8 %, soit en dessous de la moyenne départementale (36,7 %). À l'inverse, le taux de personnes d'âge supérieur à 60 ans est de 35,7 % la même année, alors qu'il est de 24,9 % au niveau départemental.
En 2018, la commune comptait 6 183 hommes pour 7 608 femmes, soit un taux de 55,17 % de femmes, largement supérieur au taux départemental (51,5 %).
Les pyramides des âges de la commune et du département s'établissent comme suit.
| Hommes | Classe d’âge | Femmes |
| ------ | ------------ | ------ |
| 0,7    | 90 ou +      | 2,4    |
| 8,1    | 75-89 ans    | 12,9   |
| 22,3   | 60-74 ans    | 24,1   |
| 22,2   | 45-59 ans    | 19,7   |
| 15,6   | 30-44 ans    | 13,9   |
| 16,5   | 15-29 ans    | 14,7   |
| 14,6   | 0-14 ans     | 12,3   |

| Hommes | Classe d’âge | Femmes |
| ------ | ------------ | ------ |
| 0,5    | 90 ou +      | 1,6    |
| 5,6    | 75-89 ans    | 8,9    |
| 16,7   | 60-74 ans    | 18,1   |
| 20,2   | 45-59 ans    | 19,2   |
| 18,9   | 30-44 ans    | 18,1   |
| 18,2   | 15-29 ans    | 16,2   |
| 19,9   | 0-14 ans     | 17,9   |

### Manifestations culturelles et festivités
- Les Rencontres internationales de cerfs-volants en avril, avec vol nocturne de cerfs-volants éclairés.
- La route des Vacances (Pentecôte).
- Le salon du polar. Le 9 juillet 2022, la commune organise, au Kursaal, son premier salon du polar. Cette première édition accueille une trentaine d'auteurs, essentiellement de la région[90].
- Les grands feux d'artifice sur la mer (Fête nationale et Assomption).
- La bénédiction de la mer (15 août).
- Le festival Cinémondes au Cinos de Berck, crée en 2005 par Dominique Olier, se déroule chaque année en octobre. Il y est présenté 65 films, de la fiction au documentaire, du court au long-métrage. Chaque édition a son invité d'honneur comme Ken Loach en 2021, Robert Guédiguian en 2022, Yolande Moreau en 2023[91],[92].

### Sports et loisirs

#### Jeux olympiques
Le 3 juillet 2024, la commune accueille la flamme olympique des Jeux olympiques d'été de 2024, officiellement appelés les Jeux de la XXXIIIe olympiade, qui se dérouleront du 26 juillet au 11 août 2024 à Paris.

#### Sports mécaniques
Le beach-Cross de Berck se déroule chaque année en octobre.

#### Sports nautiques

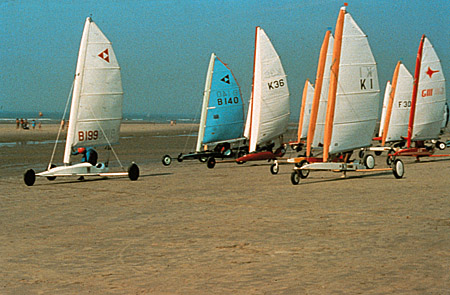
Char à voile à Berck, image du Comité de Tourisme du Nord, 2011.

La plage permet la pratique de nombreux sports nautiques comme le char à voile.

##### Char à voile
L'épreuve des six heures de char à voile a lieu, chaque année, fin octobre.
En novembre 2022, à Ouistreham, l’« Éole Club de Berck » est sacré champion de France des clubs de char à voile.

#### Sport d'équipe
Dans les années 1970/1980, la ville de Berck possédait un club de basket-ball, l'AS Berck, de renommée internationale, avec de nombreux champions recrutés en Amérique, qui fit partie des plus belles heures de gloire du championnat de France.
La section handibasket de l'AS Berck a aussi marqué de sa présence les championnats français (remportant dix fois le championnat et cinq fois la coupe de France) et européen (trois titres sur dix finales jouées, dont 9 consécutives) entre 1982 et 1992.

#### Sport équestre
L'hippodrome de la Mollière se situe boulevard de Paris. C'est un hippodrome de trot, plat et obstacle. Deux réunions par an s'y tiennent à la mi-août.

#### Autres sports
Depuis 2009, se déroule, en septembre, le « Triath'nature », un triathlon composé d'une épreuve, de natation (800 m), de VTT (26 km) et de course à pied (5,5 km).
En décembre, se déroule la « verotière nocturne », course à pied nocturne de 10 km qui a lieu chaque année depuis le milieu des années 2000.

#### Pistes cyclables
La piste cyclable « La Vélomaritime », partie côtière française de la « Véloroute de l’Europe - EuroVelo 4 », qui relie Roscoff en France à Kiev en Ukraine sur 5 100 km, traverse la commune, en venant de Groffliers pour desservir Rang-du-Fliers,.

#### Sentier pédestre
Le sentier de grande randonnée GR 120 ou GR littoral (partie du sentier européen E9 allant du Portugal à l'Estonie), appelé aussi sentier des douaniers, traverse la commune en longeant la côte.

### Cultes
- Culte catholique : église Saint-Jean-Baptiste et Chapelle de la marine (Berck-ville). Église Notre-Dame-des-Sables et Chapelle Saint-François-de-Sales (Berck-Plage) ;
- Temple protestant et Salle des Témoins de Jéhovah à Berck-Plage ;
- Synagogue à Boulogne-sur-Mer (38 km).

## Économie

### Revenus de la population et fiscalité
En 2021, la commune compte 7 310 ménages fiscaux, regroupant 13 099 personnes.
Le revenu fiscal médian par ménage, le taux de pauvreté des ménages et la part des ménages fiscaux imposés de la commune, du département du Pas-de-Calais et de la métropole sont les suivants :
- le revenu fiscal médian par ménage de la commune est de 20 780 €, supérieur à celui du département du Pas-de-Calais (20 720 €) et inférieur à celui de la France métropolitaine (23 080 €)[Insee 1],[Insee 2],[Insee 3] ;
- le taux de pauvreté des ménages de la commune est de 19 %, de 18,4 % au niveau du département et de 14,9 % au niveau de la métropole[Insee 4],[Insee 5],[Insee 6] ;
- la part des ménages fiscaux imposés dans la commune est de 46 %, de 44,1 % au niveau du département et de 53,4 % au niveau de la métropole[Insee 1],[Insee 2],[Insee 3].

### Emploi
|                       | 2010   | 2015   | 2021   |
| --------------------- | ------ | ------ | ------ |
| Commune               | 16,8 % | 22,0 % | 16,7 % |
| Département           | 15,4 % | 17,7 % | 14,7 % |
| France métropolitaine | 11,6 % | 13,7 % | 11,7 % |

En 2021, la population âgée de 15 à 64 ans s'élève à 7 593 personnes, parmi lesquelles on compte 66,7 % d'actifs (55,6 % ayant un emploi et 11,2 % de chômeurs) et 33,3 % d'inactifs,. En 2021, le taux de chômage communal (au sens du recensement) des 15-64 ans est supérieur à celui du département et supérieur à celui de la France métropolitaine.
La commune est la commune-centre de l'aire d'attraction de Berck,. Elle compte 7 533 emplois en 2021, contre 7 384 en 2015 et 7 903 en 2010. Le nombre d'actifs ayant un emploi résidant dans la commune est de 4 335, soit un indicateur de concentration d'emploi de 173,8 et un taux d'activité parmi les 15 ans ou plus de 44,4 %.
Sur ces 4 335 actifs de 15 ans ou plus ayant un emploi, 2 910 travaillent dans la commune, soit 67 % des habitants. Pour se rendre au travail, 72,5 % des habitants utilisent une voiture, un camion ou une fourgonnette, 2,8 % les transports en commun, 21,1 % s'y rendent en deux-roues, à vélo ou à pied et 3,6 % n'ont pas besoin de transport (travail au domicile).

### Entreprises et commerces

#### Agriculture
La commune est dans les « Bas-Champs Picards », une petite région agricole dans le département du Pas-de-Calais. En 2020, l'orientation technico-économique de l'agriculture  sur la commune est la polyculture et/ou le polyélevage.
|               | 1988 | 2000 | 2010 | 2020 |
| ------------- | ---- | ---- | ---- | ---- |
| Exploitations | 8    | 4    | 2    | 2    |
| SAU (ha)      | 225  | 305  | 258  | 265  |

Le nombre d'exploitations agricoles en activité et ayant leur siège dans la commune est passé de 8 lors du recensement agricole de 1988  à 4 en 2000 puis à 2 en 2010 et enfin à 2 en 2020, soit une baisse de 75 %. La surface agricole utilisée sur la commune a quant à elle augmenté, passant de 225 ha en 1988 à 265 ha en 2020. Parallèlement la surface agricole utilisée moyenne par exploitation a augmenté, passant de 28 à 133 ha,.

#### Activités hors agriculture
1 019 établissements marchands non agricoles sont économiquement actifs en 2022 à Berck,,.
| Secteur d'activité                                                                                        | Commune | Commune | Département |
| Secteur d'activité                                                                                        | Nombre  | %       | %           |
| --- | ------- | ------- | ----------- |
| Ensemble                                                                                                  | 1 019   | 100 %   | (100 %)     |
| Industrie manufacturière, industries extractives et autres                                                | 48      | 4,7 %   | (6,8 %)     |
| Construction                                                                                              | 62      | 6,1 %   | (10,6 %)    |
| Commerce de gros et de détail, transports, hébergement et restauration                                    | 402     | 39,5 %  | (29,3 %)    |
| Information et communication                                                                              | 18      | 1,8 %   | (1,9 %)     |
| Activités financières et d'assurance                                                                      | 45      | 4,4 %   | (5,0 %)     |
| Activités immobilières                                                                                    | 62      | 6,1 %   | (4,9 %)     |
| Activités spécialisées, scientifiques et techniques et activités de services administratifs et de soutien | 114     | 11,2 %  | (14,2 %)    |
| Administration publique, enseignement, santé humaine et action sociale                                    | 173     | 17,0 %  | (16,8 %)    |
| Autres activités de services                                                                              | 95      | 9,3 %   | (10,5 %)    |

Le secteur du commerce de gros et de détail,
transports, hébergement et restauration est prépondérant sur la commune puisqu'il représente 39,5 % du nombre total d'établissements de la commune (402 sur les 1019 entreprises implantées  à Berck), contre 29,3 % au niveau départemental.
Berck compte un hypermarché.
Une société de gardiennage emploie 55 salariés.

### Tourisme

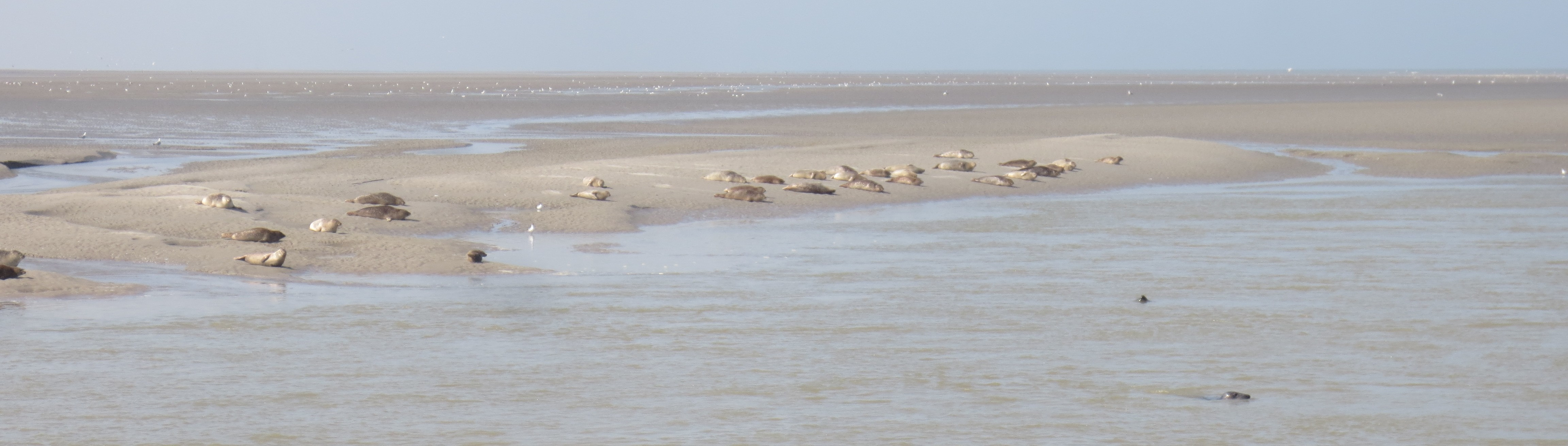
Les phoques à Berck.

Malgré les terribles destructions du front de mer pendant la Seconde Guerre mondiale et sa reconstruction, toujours discutée, Berck offre un ensemble de maisons des XIXe siècle et début du XXe siècle exceptionnel par la diversité des styles, ainsi qu'une grande plage d'une douzaine de kilomètres, une grande variété d'activités et de sites de loisirs, des hôtels et restaurants qui attirent les touristes. Le pic touristique se situe en juillet-août, mais les ponts prolongés, un mois de septembre généralement ensoleillé, apprécié par les retraités, ainsi que les vacances de Mardi-Gras, de Pâques, de la Toussaint et de Noël entraînent le passage de nombreux visiteurs à Berck tout au long de l'année.
Au 1er janvier 2025, la commune dispose de sept hôtels pour une capacité totale de 405 chambres, de huit campings totalisant 1 448 emplacements et de trois autres types d'hébergements collectifs totalisant 517 places de lit. Le Cottage des dunes, Centre européen d'accueil et d'hébergement, reçoit de nombreux groupes de toutes nationalités.
Le casino accueillerait 350 000 visiteurs par an, le parc d'attractions de Bagatelle (premier introduit en France en 1955, inspiré de Disneyland, en Californie) 300 000 visiteurs par an. La ville est également équipée d'un musée, d'un complexe de loisirs, Agora (45 salariés), comprenant piscine (dont un bassin à vagues), spa, jeux de quilles, billards et restaurant sur la plage, de l'hippodrome de la Molière au sud et d'un aérodrome doté de deux pistes gazonnées de 900 et 600 m, avec aéroclub et club ULM au nord.
Chaque année, à Pâques, les Rencontres internationales de cerfs-volants attirent près d'un million de visiteurs sur deux semaines.

### Industrie et transports
L'industrie est présente avec les textiles Uniflockage (65 salariés) et les conserves de poissons Alliance (La Dieppoise, 35 salariés). Les voyages Dumont, société de transport par autocars, comptent 45 salariés.

## Culture locale et patrimoine

### Lieux et monuments

#### Monuments historiques
La commune dispose de quatre monuments qui font l’objet d’une inscription au titre des monuments historiques (MH) :
- l'église Saint-Jean-Baptiste, du XIIIe siècle, représente un type d'église-phare. Pour le chœur et le clocher (inscription aux monuments historiques en 1926)[103] ;
- l'église Notre-Dame-des-Sables pour ses peintures murales du chœur (inscription aux monuments historiques en 1993). Ses boiseries de type « norvégien » sont uniques en France[réf. nécessaire]. Le tableau central a été réalisé par une jeune malade, d'après ses visions de la Vierge dans les dunes de Berck[104]. Depuis 2019, d'importants travaux de rénovation, pour un coût de 2 000 000 euros, permettent à l'édifice de retrouver son aspect original[105] ;
- la chapelle Sainte-Elisabeth-de-Hongrie de l'hôpital Cazin-Perrochaud, pour ses peintures murales d'Albert Besnard (inscription aux monuments historiques en 1975)[106] ;
- le phare de Berck, mis en service en 1961, avec son bâtiment et son mur d'enceinte (inscription en totalité aux monuments historiques en 2010)[107].

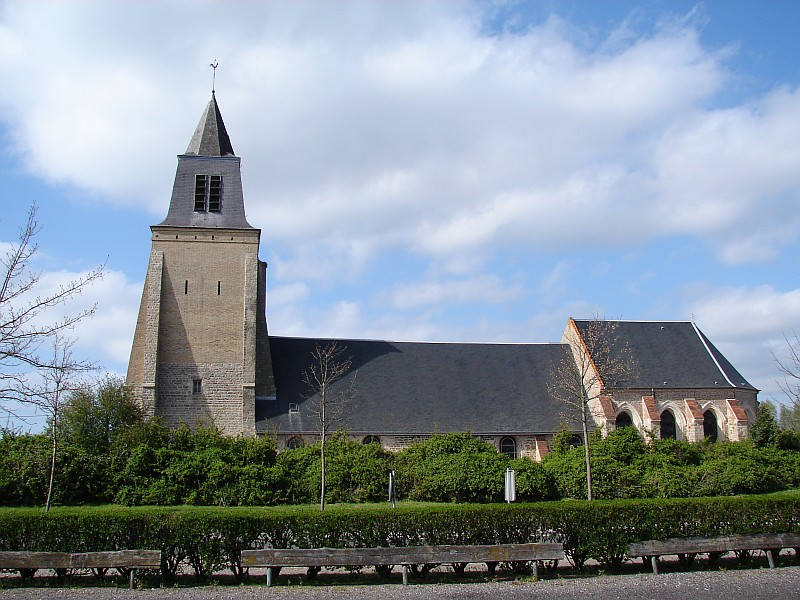
L'église Saint-Jean-Baptiste.
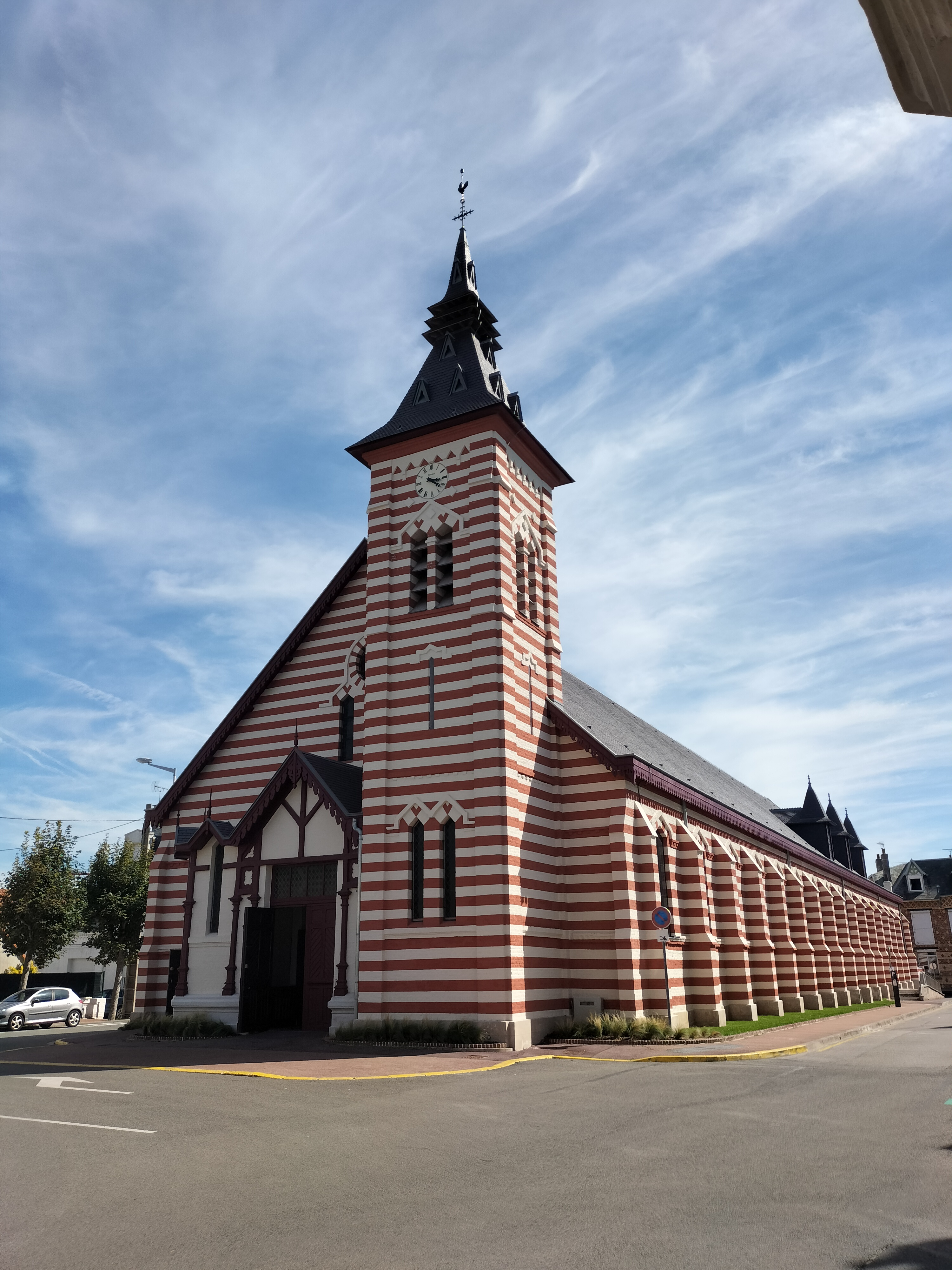
L'Église Notre-Dame-des-Sables.
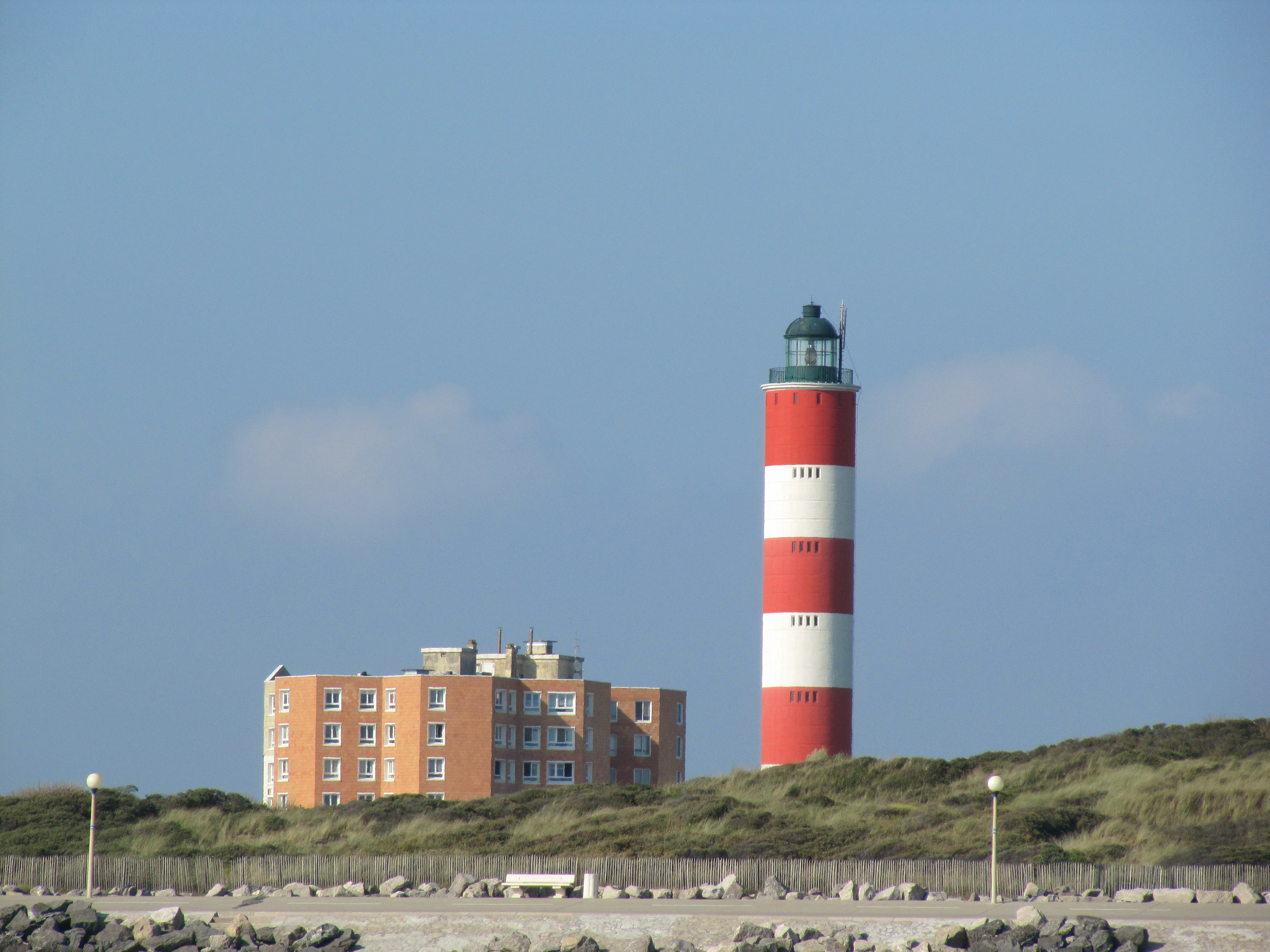
Le phare de Berck.

#### Inscription au titre d'objet des monuments historiques
- Le « Marie-Jeanne »[Note 18], immatriculé « B 2945 », est un bateau berckois dit cordier ou flobart, qui est inscrit au titre d'objet des monuments historiques depuis le 9 décembre 2019[108],[109],[110].

#### Autres monuments
- Le musée de France d'Opale Sud propose une collection de peintures marines, de diverses pièces d'archéologie et de documents sur l'ethnographie et la pêche.
- L'hôtel de ville. Construit sur les plans de l’architecte hesdinois Clovis Normand, il est inauguré le 16 juillet 1893[111].
- Le casino est l'ancienne gare de Berck-Plage dont le « tortillard », la reliant jadis à la gare centrale SNCF, a été remplacé par une navette de bus en 1955.
- L'avenue face au casino est bordée de maisons à pignons très nordiques. La rue de Lhomel offre une variété exceptionnelle de villas (dont les pastiches du Petit Trianon de Versailles, d'un castel andalou et d'un château-fort médiéval) et tout près, l'Hôtel Régina, le palace de Berck, comportant un spa, symbolise le style de la Belle-Époque.
- Le Cinos, cinéma multiplexe de Berck et de l'Opale Sud, est implanté près du Casino (place du 18-Juin). Il a ouvert ses portes le mercredi 16 juillet 2014. Il est également proche de la médiathèque.
- Le Familia Théâtre, ancienne salle paroissiale fondée en 1929, devenue salle de spectacles vivants, sous la direction du comédien Matthieu Kalka. Il a ouvert ses portes le dimanche 8 avril 2018.
- Le monument aux morts et les autres lieux de mémoire[112].

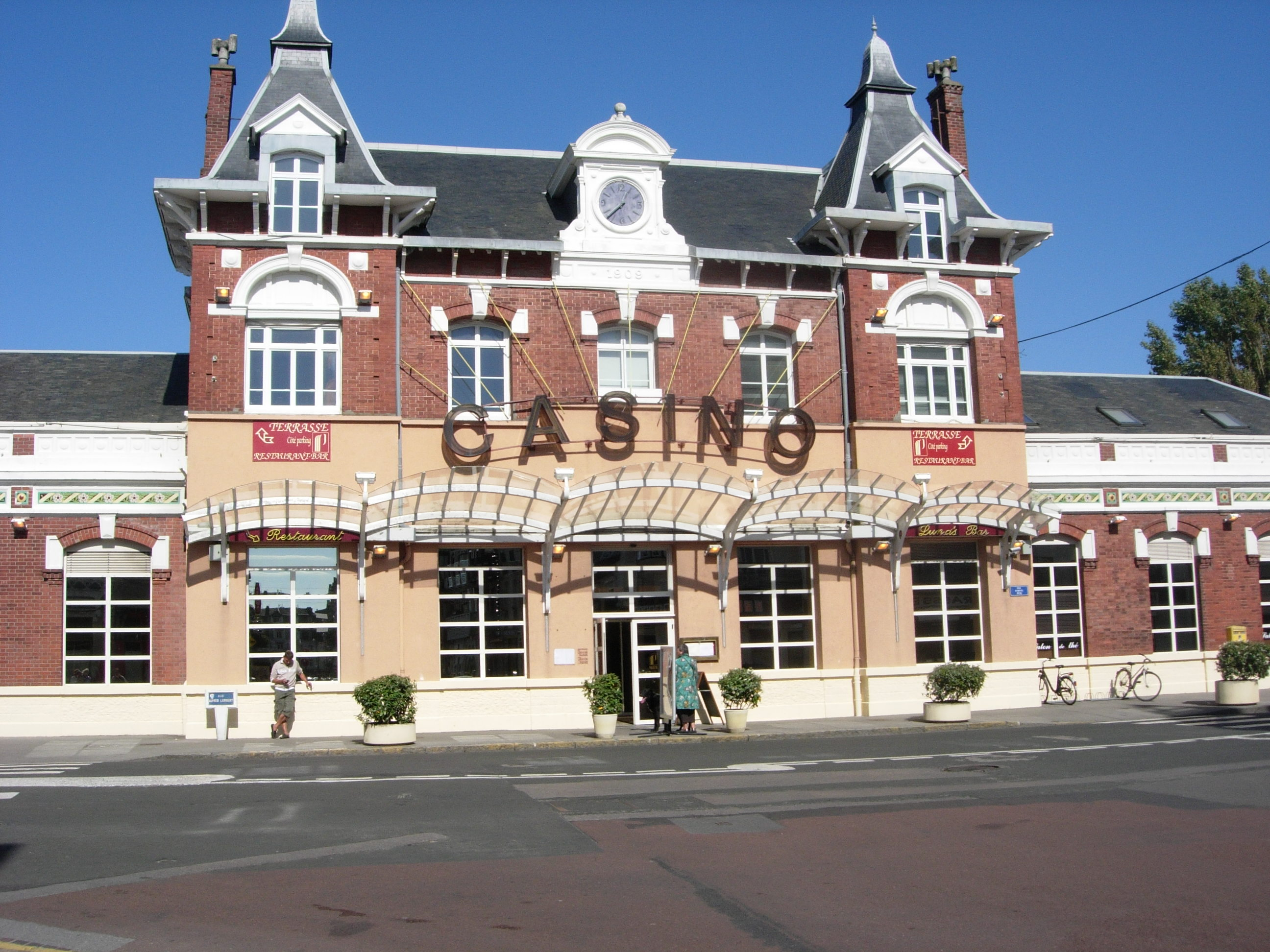
Le casino de Berck.
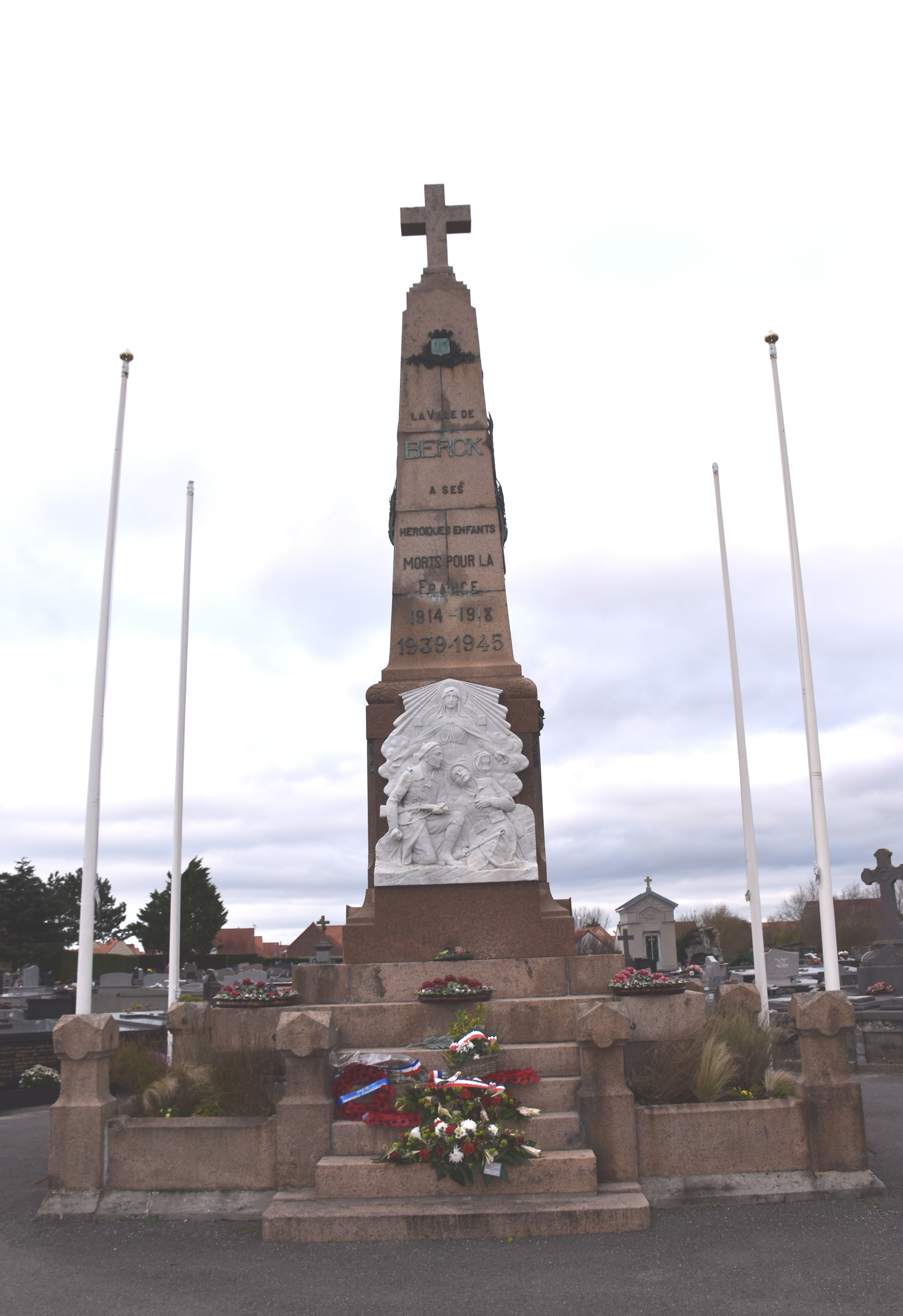
Le monument aux morts.
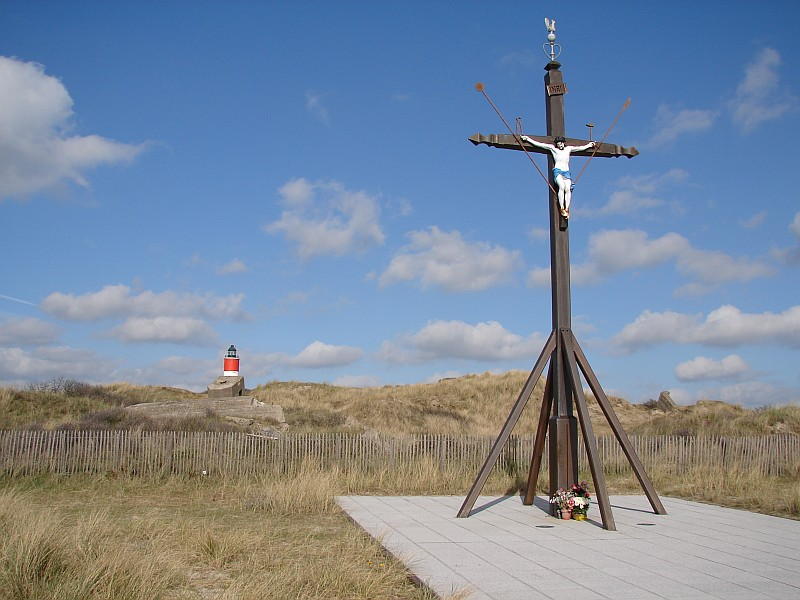
Berck, calvaire des marins.

### Gastronomie
Les moules de bouchot (cueillies sur la plage-Nord), petites crevettes grises, soupe de moules, kippers au poivre, coquille de poisson mayonnaise ou gratinée, welsh, caudière berckoise (« bouillabaisse » de la Manche), galette berckoise, tarte au flan et aux pruneaux (ou tarte au papin).
Les « succès berckois », berlingots commercialisés depuis 100 ans (en 2022) et fabriqués dans une confiserie située rue Carnot.

### Berck dans les arts et la culture

#### Berck dans la peinture
Plusieurs peintres, de ce qui allait devenir L'École de Berck, ont séjourné et peint à Berck : Édouard Manet, qui avait une résidence à Boulogne-sur-Mer, a peint le Bateau goudronné sur la plage de Berck en 1873 ; Eugène Boudin ; Albert Besnard, qui exécuta au moins cinq gravures à l'eau-forte sur des motifs inspirés de Berck, ainsi que plusieurs huiles ; Francis Tattegrain ou encore Eugène Trigoulet.

#### Berck dans la littérature
- Jean-Paul Sartre : Les Chemins de la liberté.
- Louis Aragon : Les Cloches de Bâle.
- Christian Morel de Sarcus : Une année à Berck.
- Clovis Fauquembergue : Requiem-Plage.
- Sylvia Plath : « Berck-Plage », dans Ariel.
- Max Blecher : Cœurs cicatrisés (trad. en français Gabrielle Danoux, 2014), roman dont l'action se déroule presque entièrement à Berck.
- François Aman-Jean : Annie de Berck et Marie de Montreuil (Buchet-Chastel, 1963).
- Ingrid Klupsch : Meurtres à la Jérôme Bosch (Hyperion-Avenue, 2019).

#### Berck au cinéma
Berck a servi de décor et d'imaginaire au cinéma à de multiples reprises : 
- 1948 : Une si jolie petite plage d'Yves Allégret, avec Gérard Philipe, a été tourné dans les ruines de villas berckoises bombardées ;
- 1959 : le film de Christian-Jaque, Babette s'en va-t-en guerre, avec Brigitte Bardot, commence lors de l'évacuation de Querck-sur-Mer, nom transformé de Berck-sur-Mer, même si les vues ont été captées à Sète, le noir et blanc ne permettant pas d'identifier la Méditerranée ;
- 1989 : La Vie et rien d'autre de Bertrand Tavernier, avec Philippe Noiret et Sabine Azéma ;
- 2007 : Le Scaphandre et le Papillon de Julian Schnabel, avec Mathieu Amalric ;
- 2010 : Gainsbourg (vie héroïque), film aux trois Césars de Joann Sfar de 2010, plusieurs scènes ont également été tournées à Berck ;
- 2012 : L'Étoile du jour de Sophie Blondy, avec Denis Lavant et Béatrice Dalle, nommé aux César 2017, film sorti en 2012 et diffusé dans de nombreux festivals, a été tourné en 2011 sur la plage de Merlimont et dans les dunes de Berck, mais n'a pu sortir en salles qu'en 2016 à cause de conflits internes ;
- 2013 : À la vie de Jean-Jacques Zilbermann, avec notamment Julie Depardieu, a été tourné à l'été à Berck, avec la reconstitution du Berck-Plage des années soixante ;
- 2015 : Le Journal d'une femme de chambre, d'après le roman d'Octave Mirbeau, film de Benoît Jacquot, avec Vincent Lindon et Léa Seydoux, sorti en avril 2015, a été tourné, partiellement, sur la plage de Berck ;
- 2016 : le film court de présentation du Printemps du cinéma 2016 (course épuisée de deux amants se retrouvant sur une immense plage) a été tourné, en partie, à Berck (vue du clocher de la chapelle Cazin derrière la femme) ;
- 2022 : Tout fout le camp de Sébastien Betbeder, avec notamment Thomas Scimeca et Jackie Berroyer, essentiellement tourné à Berck et sa région[115].
- 2023 : Un homme heureux, film réalisé et tourné en 2021 à Montreuil-sur-Mer, Rang-du-Fliers et Berck, par Tristan Séguéla, acteurs principaux Fabrice Luchini et Catherine Frot, sorti en février 2023[116],[117].
- 2023 : Ici et là-bas, film de Ludovic Bernard, en cours de tournage, acteurs principaux Artus et Ahmed Sylla[118].

#### Berck à la télévision
- Thalassa diffuse un reportage d'Antoine Mora, réalisé en baie d'Authie en mai 2021, consacré aux sauveteurs en mer. Diffusion le 23 janvier sur France 3[119].

### Personnalités liées à la commune

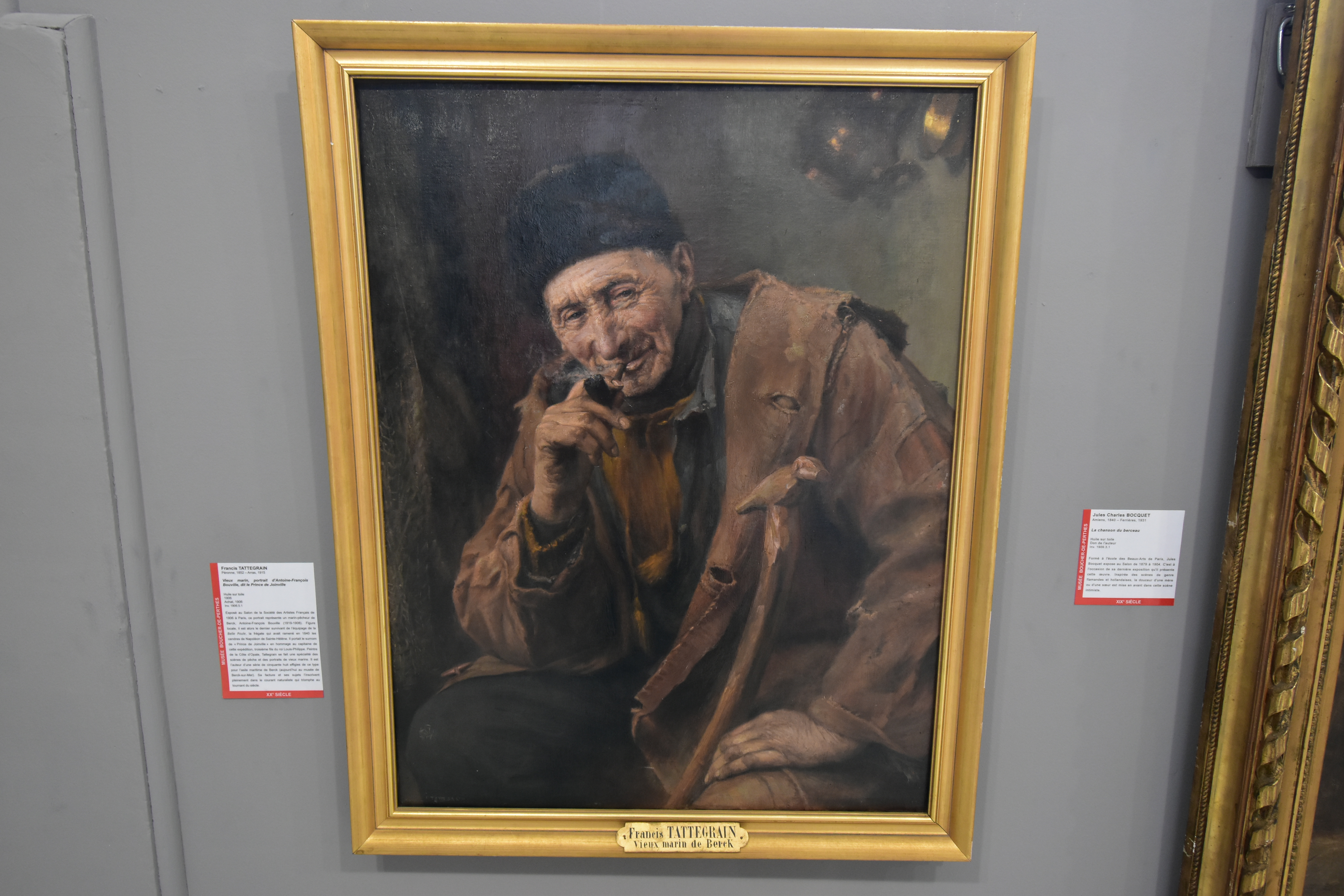
Vieux marin, portrait d'Antoine-François Bouville, dit le Prince de Joinville, huile sur toile de Francis Tattegrain de 1906.

- Marie-Anne Duhamel (1797-1860), famille d'accueil, elle est à l'origine de la création de l'hôpital maritime de Berck, morte dans la commune.
- Paul Perrochaud (1816-1879), est à l'origine de la création de l'hôpital maritime de Berck, puis en devient le médecin-chef avant sa mort à son domicile[120].
- Antoine-François Bouville (1819-1908), maître canonnier né et mort à Berck. Marin dans la marine royale, en 1840, il fait partie de l'équipage de la Belle Poule qui a pour mission de rapporter les cendres de Napoléon à Paris. Il est l'un des huit marins qui a assisté à l'ouverture de la tombe de l'empereur à Sainte-Hélène[121],[122].
- L'impératrice Eugénie (1826-1920) inaugure, en compagnie du Prince impérial, l'Hôpital Napoléon le 18 juillet 1869, lequel deviendra l’Hôpital Maritime à la chute de l’Empire. La plus grande avenue de Berck porte toujours son nom.
- Émile Lavezzari (1832-1887), il est notamment l'architecte de l'hôpital maritime de Berck et plus tard y décède[123].
- Henri Cazin (1836-1891), chirurgien, qui participa au développement des hôpitaux de la ville.
- Adeline Bonaparte-Wyse (1838-1899), petite-fille de Lucien Bonaparte et petite-nièce de Napoléon. Elle vient se soigner à l'hôpital Napoléon (Hôpital Maritime). Elle meurt à la Villa Normande et est enterrée à Berck[124],[125].
- Paul Rivet (1845-1901), sauveteur, marin et gardien de phare, né à Berck.
- Hubert Henry (1846-1898), qui a produit les faux documents servant à accuser le capitaine Dreyfus a séjourné à Berck, auprès de son fils malade, au Grand-Hôtel de la plage, juste avant, poussé aux aveux, de se trancher la gorge à la Forteresse du Mont-Valérien.
- Albert Besnard (1849-1934), peintre, qui y séjournera deux ans avec sa famille pour soigner son fils Jean. En action de grâce, il décora avec son épouse Charlotte Dubray la chapelle de l'hôpital Cazin-Perrochaud.
- Charles Roussel (1861-1936), peintre mort à Berck.
- Eugène Trigoulet (1864-1910), peintre mort à Berck.
- Paul Claudel (1868-1955), écrivain et auteur de théâtre, a rendu visite à un parent malade à Berck et écrit Les Allongés.
- Jan Lavezzari (1876-1947), peintre ayant passé son enfance à Berck, considéré comme le dernier représentant de l'école de Berck.
- Gabriel Voisin (1880-1973), aviateur, effectue le 15 mars 1904, dans les dunes de Berck, le premier vol homologué en France.
- Louis Danhier (1881-1941), architecte mort à Berck.
- Barthélémy Baraille (1882-1970), membre de la bande à Bonnot, a habité Berck vers 1911.
- Mady Berry (1887-1965), actrice française née à Berck.
- Georges Bernanos (1888-1948), écrivain, qui commence, en septembre 1919, devant Le ciel crépusculaire de Berck, son roman Sous le soleil de Satan qui sera adapté au cinéma par Maurice Pialat et obtiendra la Palme d'or, à Cannes, en 1987.
- André Soudy (1892-1913), un des membres de la bande à Bonnot arrêté le 30 mars 1912 à l'ancienne gare de Berck[126].
- Clara Haskil (1895-1960), pianiste roumaine et suisse, hospitalisée en long séjour pour sa scoliose à l'institut Calot de 1914 à 1918. Une plaque est déposée en sa mémoire à l'entrée de l'hôpital en 2022[127],[128].
- Harry Krimer (1896-1991), acteur français, inhumé à Berck. En 1927 il interprète Rouget de Lisle dans Napoléon d'Abel Gance. Il est inhumé proche de la petite-nièce de Napoléon, Adeline Bonaparte-Wyse[129].
- Robert Kaskoreff (1909-1988), résistant français, Compagnon de la Libération, né à Berck.
- Pierre Herman (1910-1990), homme politique français, député du Nord de 1962 à 1973 puis maire de Wasquehal de 1968 à 1977.
- Alain Trez (1926-), peintre et dessinateur de presse né à Berck.
- Jean-Marie Lustiger (1926-2007), archevêque de Paris, effectue un long séjour formateur à l'Hôpital maritime de Berck en 1939.
- Sylvia Plath (1932-1963), célèbre poétesse américaine, a séjourné à Berck et écrit le poème Berck-Plage, inclus dans le recueil Ariel.
- Geneviève de Fontenay (1932-2023), femme d'affaires et figure du monde des concours de beauté, a passé ses vacances d'été à Berck chez sa grand-mère maternelle, Madame Martin, qui tenait une boutique de tissus (À Jehanne d'Arc, rue de l'Impératrice) et qui est enterrée à Berck[130],[131],[132].
- Henri Attal (1936-2003), comédien français (plus de 150 films, dont ceux de Chabrol et Godard), ami de Jean-Pierre Mocky, enterré dans le cimetière de Berck.
- Jean-Max Gonsseaume (1940-), éducateur spécialisé, élu municipal et historien local spécialisé dans le patrimoine architectural et religieux[133],[134]. Il est le frère de Christian Gonsseaume (1942-2021), enseignant, historien local et membre fondateur du musée de la marine d'Étaples[135].
- Richard Bohringer (1941-), réalisateur, acteur, producteur, scénariste, auteur et compositeur, qui se retrouve durant son enfance pendant deux ans immobilisé à l'hôpital maritime de Berck pour une forte scoliose ainsi qu'une décalcification osseuse, intervenant après une cécité totale qui a duré un an et demi[réf. souhaitée].
- Fernand Duchaussoy (1942-), président par intérim de la Fédération française de football, du 23 juillet 2010 au 18 juin 2011.
- Annette Messager (1943-), artiste-plasticienne de renommée mondiale, née à Berck.
- Coluche (1944-1986), humoriste. Il passe l'été 1951 à Berck où sa mère, qui souffre d'une scoliose, est hospitalisée à l'hôpital maritime pour une greffe[136].
- Jean-Claude Buisine (1947-), homme politique français. Maire de Hautvillers-Ouville de 1995 à 2020, conseiller général de Nouvion de 2008 à 2015 et député de la Somme de 2012 à 2017, né à Berck.
- Jean-Dominique Bauby (1952-1997), auteur de l'ouvrage Le Scaphandre et le Papillon (adapté au cinéma et tourné à Berck).
- Éric Benault (1959-), joueur de basket-ball handisport, 10 titres de champion de France, 3 coupes d’Europe des clubs, 4 championnats d’Europe, 1 coupe du monde, 1 médaille d'or aux Jeux paralympiques de Stoke-Mandeville (1984), 1 médaille de bronze aux Jeux paralympiques de Séoul (1988) et aux Jeux paralympiques de Barcelone (1992). En 1984, il s'installe à Berck et joue à l'AS club puis devient entraîneur[137].
- Céline Deville (1982-), sportive native de Berck, jouant en 2014 pour l'Olympique lyonnais (féminines) et en équipe de France féminine de football.
- Jean-Sébastien Bonvoisin (1985-), judoka né à Berck.
- Pauline Crammer (1991-), sportive ayant vécu à Berck lors de son enfance, jouant en 2016 pour le RSC Anderlecht et en équipe de France féminine de football.

### Héraldique
| Blason de Berck (Pas-de-Calais) | Blason  | Parti d'azur et de gueules à une ancre marine d'argent brochant sur la partition, enlacée d'un filin d'or et accostée de deux poissons d'argent adossés en pal. Ornements extérieursCroix de guerre 1939-1945 |
| Blason de Berck (Pas-de-Calais) | Détails | Blason conçu vers 1875 par Clovis Normand, architecte d'Hesdin, à la demande du maire de l'époque, Alfred Macquet. Adopté en 1875.                                                                            |

## Pour approfondir

#### Bases de données, dictionnaires et encyclopédies
- Ressources relatives à la géographie :   - Insee (communes)
  - Ldh/EHESS/Cassini
- Ressource relative à plusieurs domaines :   - Annuaire du service public français
- Ressource relative à la musique :   - MusicBrainz
- Notice dans un dictionnaire ou une encyclopédie généraliste :   - Gran Enciclopèdia Catalana
- Notices d'autorité :   - VIAF
  - BnF (données)
  - LCCN
  - GND
  - Israël